# Waldstein (Adelsgeschlecht)

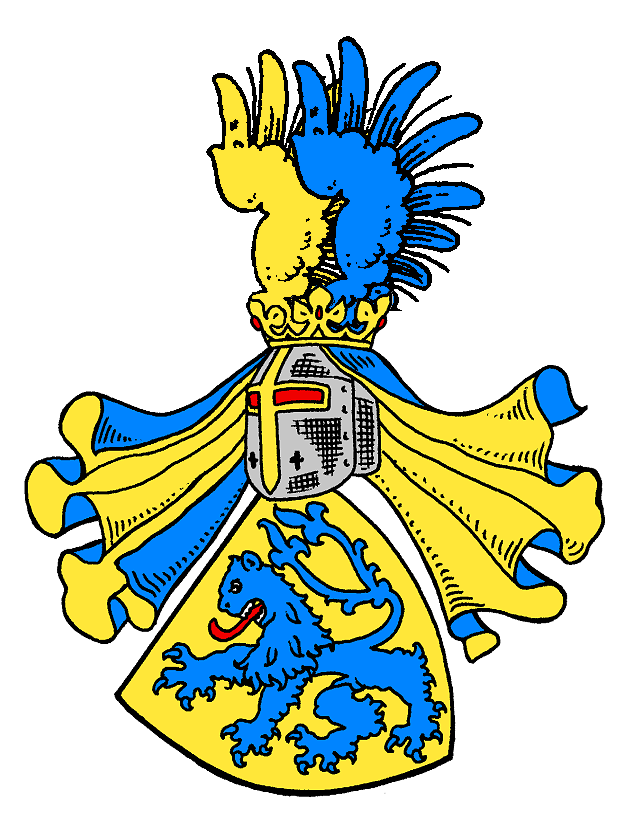
Stammwappen derer von Waldstein (Wallenstein)

Die Waldstein (tschechisch Valdštejnové, auch z Valdštejna) sind ein altes böhmisches Herrengeschlecht aus der Sippe der Markwartinger (Markvartici) mit dem Stammhaus Burg Waldstein bei Turnau, das mit Marchwart von Waldstein, camerarius, 1159 urkundlich (Privilegienbuch des Klosters Waldsassen, Nr. 171, fol. 38 b) erstmals erwähnt wurde und nach der böhmischen Herrenstandsordnung vom Jahr 1501 unter den alten Herrenstandsgeschlechtern den 11. Rang einnahm.
Das berühmteste Mitglied des Hauses Waldstein, Albrecht Wenzel Eusebius Freiherr von Waldstein, genannt Wallenstein, wurde am 12. September 1622 zum Reichsgrafen ernannt. Als weitere Titel kamen hinzu Großes Palatinat und Titel „Regierer des Hauses Waldstein“ Anfang 1623, Reichsfürst „von Friedland“ (Primogenitur) Ende 1623, böhmischer Fürst seit dem 13. März 1624 und die Belehnung mit dem Herzogtum Friedland (als Mannlehen der böhmischen Krone) am 4. Januar 1627, das Herzogtum Mecklenburg am 26. Januar 1628, das Herzogtum Sagan und (pfandweise) das Herzogtum Glogau am 16. Februar 1628.
Die von Waldstein hatten umfangreiche Grundherrschaften in Böhmen und Mähren in Besitz und stellten seit dem 16. Jahrhundert Vertreter in der Landesregierung und -verwaltung. Nach der Wappenvereinigung mit den Herren von Wartenberg 1758 lautet der Name auch Reichsgrafen von Waldstein und Herren von Wartenberg.

## Geschichte

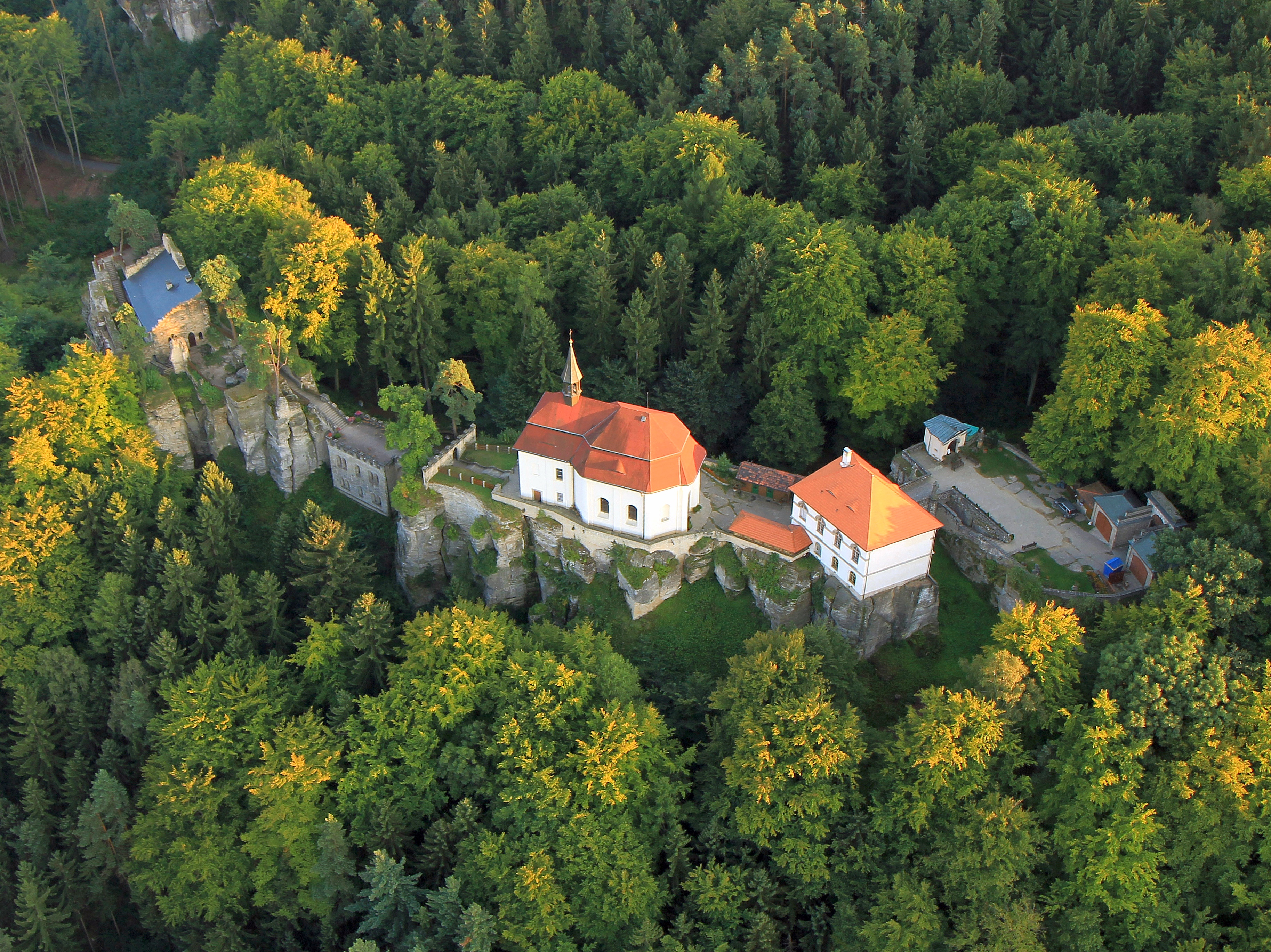
Burg Waldstein, Stammsitz des Geschlechts Waldstein

Die Waldsteiner stammen ebenso wie die Herren von Lämberg, Michaelsberg, Welesin, Dietenicz, Zwirzeticzky und Wartenberg aus dem Haus der Markwartinger. Mitglieder dieses weitverzweigten Geschlechts, seit 1059 belegt, im Norden und Nordosten Böhmens ansässig, waren einflussreiche Persönlichkeiten am Hof der Dynastie der Přemysliden in Prag.
Der erste bekannte Träger des Herkunftsprädikates „von Waldstein“, Zdeněk von Waldstein (1242–1278), war Sohn des königlichen Burggrafen auf Jungbunzlau, Jaroslav von Hruštice (1198), von welchem die Burg Waldstein als Herrensitz auf drei Felsen im Waldgebiet südlich von Turnau erbaut wurde und heute noch als Ruine erhalten ist. Von dieser Burg stammt der Prädikatsname. Zdeněk soll zusammen mit seinen vierundzwanzig Söhnen (nach anderen Angaben waren es sechs Söhne) an der Seite des Königs Přemysl Ottokar II. in den Krieg gegen die Pruzzen gezogen sein.

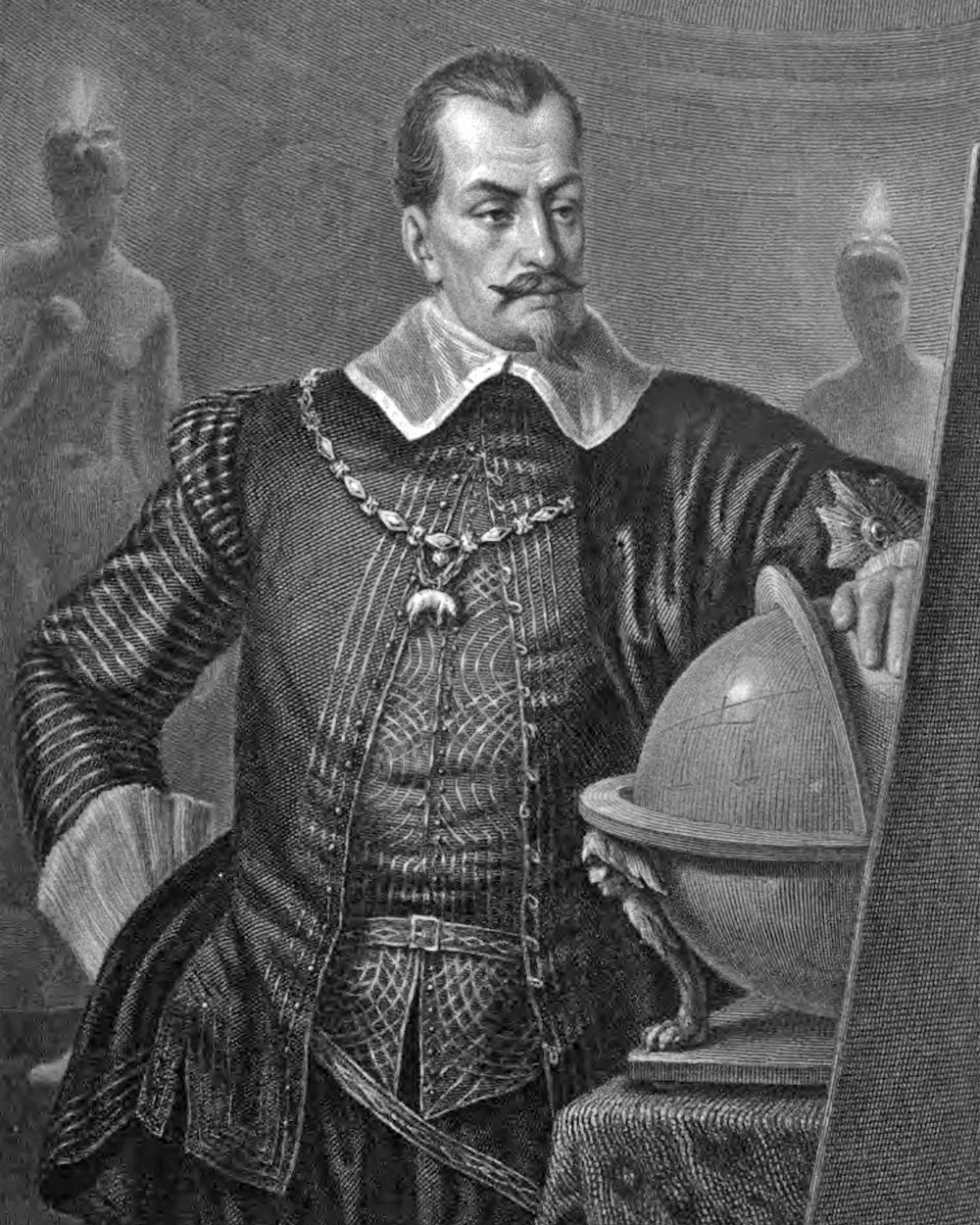
Wallenstein (Albrecht Wenzel Eusebius von Waldstein), 1583–1634

Nach seinem Tod wurde der Besitz aufgeteilt und das Geschlecht verzweigte sich in mehrere Linien, die sich nach dem jeweiligen Herrschaftssitz benannten. Die Hauptsitze der Waldsteiner waren in Lomnitz, Stephanitz, Pirnitz, Groß Skal, Aujest, Hostinitz, Bílé Poličany, Miletin, Münchengrätz, Dobrowitz, Arnau, Böhmisch Hermannitz, Jettenitz und Dux. Der reichste Zweig waren vermutlich die mährischen „Waldstein aus Pirnitz“ („Valdštejn z Brtnice“).
Seit dem 15. Jahrhundert findet sich der Name Waldstein im öffentlichen Leben wieder. Mitglieder der Familie wurden hohe Geistliche und Gelehrte, Militärs, Landeshauptleute der böhmischen Landkreise, stellten Beisitzer am Land- und Kammergericht und übernahmen hohe Hofämter wie das des Kämmerers, Oberstrichters, Oberstmünzmeisters und Obersten Vorschneiders bis hin zum Amt des Oberstburggrafen und Statthalters des Böhmischen Königreiches. Der bekannteste Vertreter der Familie, Wallenstein, kam aus einem Seitenzweig mit weniger als 100 erbuntertänigen und abgabepflichtigen Bauern in der kleinen Grundherrschaft Hermanitz an der Elbe.
Vermögen und Grundbesitz, welche die Familie seit dem Mittelalter in Böhmen und Mähren erworben hatten, wurden nach der Schlacht am Weißen Berg zumindest demjenigen Teil der Waldsteiner, die sich zum böhmischen Adel bekannten und dem protestantischen Glauben nahestanden, konfisziert und meist von Wallenstein aufgekauft. In der Mitte des 18. Jahrhunderts waren die Seitenzweige bis auf die Linien in Münchengrätz und Dux ausgestorben oder, soweit protestantisch, emigriert. Den Namen Waldstein-Wartenberg nahm die Familie im Jahr 1758 nach dem Aussterben der Herren von Wartenberg an, mit denen sie gemeinsame Vorfahren hatten.
Noch heute halten Nachkommen des Geschlechts Schlösser in Tschechien oder prozessieren um deren Rückgabe. In Österreich gehören unter anderen die Jagdschlösser Schloss Karlslust und Idolsberg der Familie.

## Wappen
- Das Stammwappen der Markwartinger zeigt einen schreitenden Löwen, ein Wappen des Waldstein-Vorfahren Jaroslav von Hruštice (Siegel von 1237). Die Waldsteiner hatten ursprünglich, wie alle anderen Markgrafen, einen einzigen blauen Löwen, doppelt geschwänzt, im goldenen Feld im Wappen. 1337 wurde der Löwe aufrecht gezeichnet.
- Im 16. Jahrhundert wurde der Schild gold-blau geviert, in 1 und 4 ein  rotbezungter, rotbewehrter blauer Löwe, in 2 und 3 ein rotbezungter, rotbewehrter goldener Löwe. Bei den mährischen Familienzweigen schauten alle Löwen nach rechts, beim böhmischen Zweig schauten sich die Löwen an. Später wurde ihnen eine Krone aufgesetzt. Adam von Waldstein bekam für sein Wappen vom Kaiser Rudolf II. den Kaiseradler, der in seinen Fängen einen Anker und Palmenzweig hielt, umgeben von einem Lorbeerkranz. Nach der Ermordung von Wallenstein durfte die Familie den Herzogsmantel um ihr Wappen beibehalten.

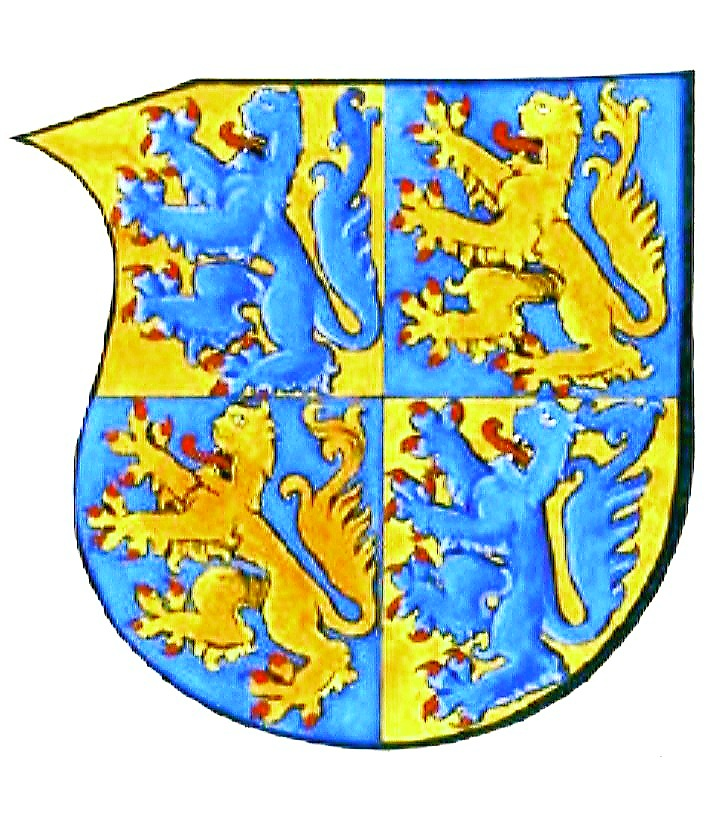
Wappen derer von Waldstein, Ende 16. Jahrhundert
Wappen in Siebmachers Wappenbuch 1605
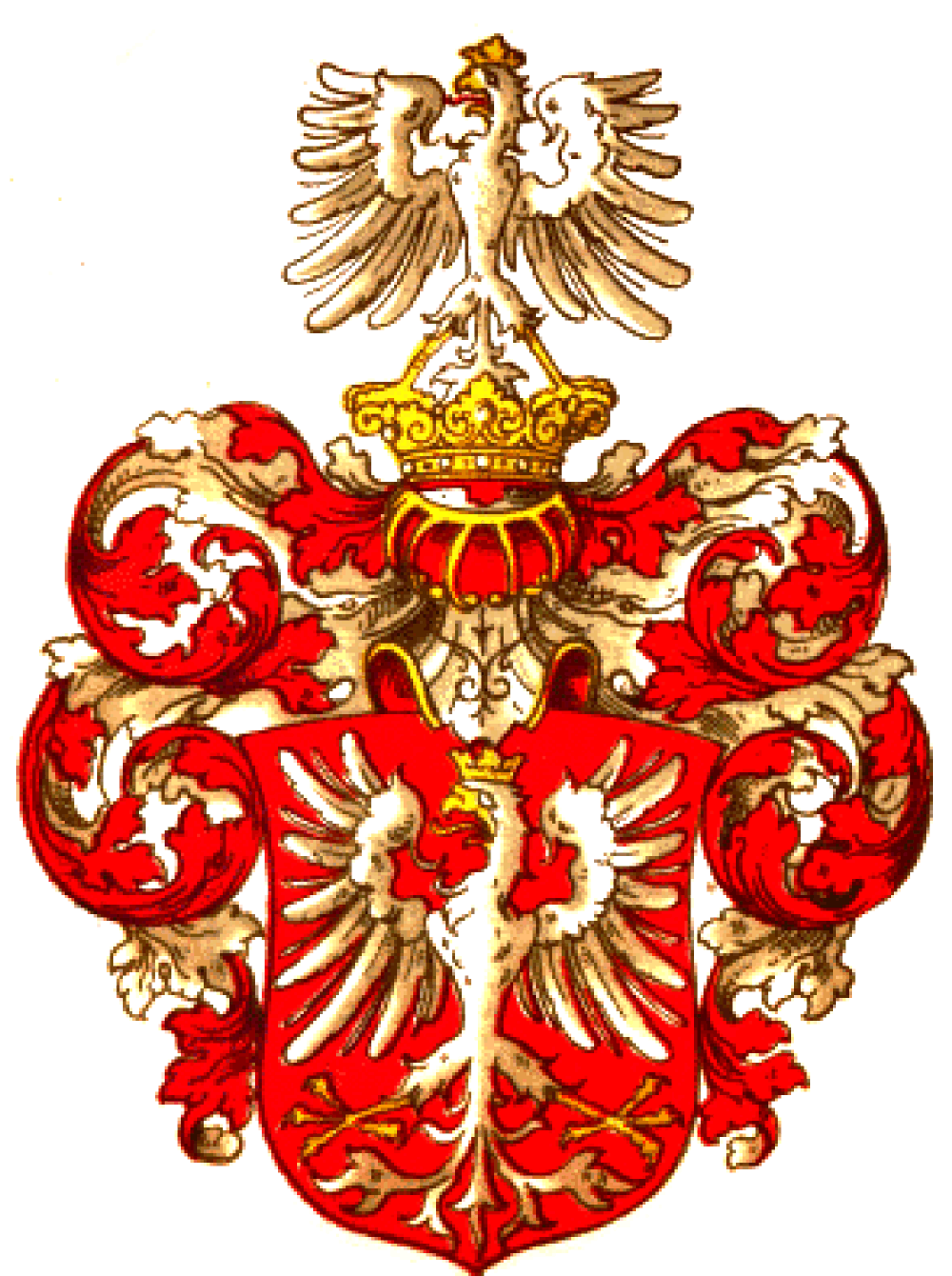
Wappen der Herrschaft Friedland
Vereinigtes Wappen Waldstein-Friedland
Großes Wappen Wallensteins, Herzogs von Friedland, Mecklenburg, Sagan und Glogau usw., in der Form ab 1632, mit Herzogshut und Collane des Ordens vom Goldenen Vlies
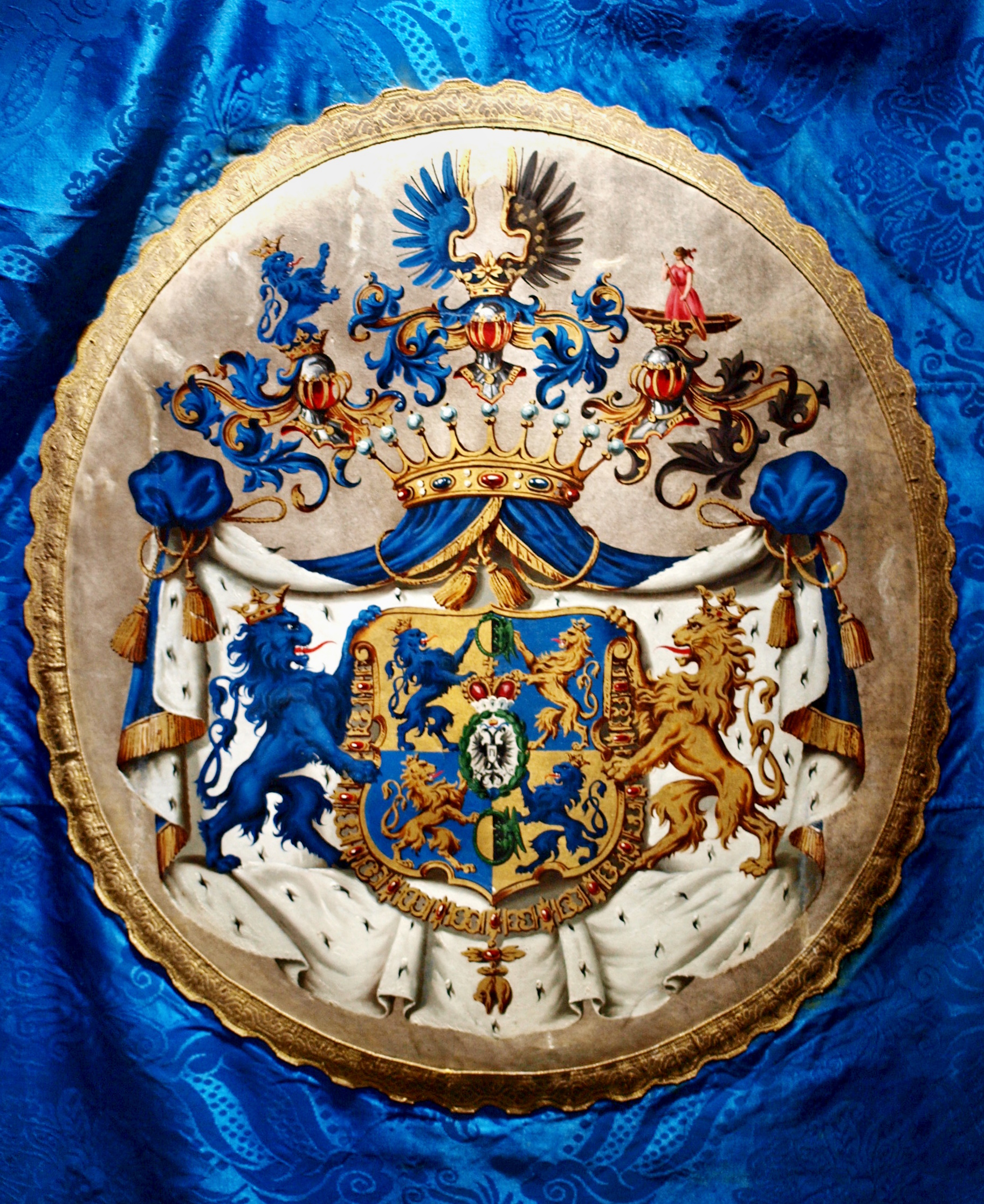
Wappen der Linie der Grafen von Waldstein, Herren zu Wartenberg, seit 1758

## Familienzweige

### Ast Pirnitz (Brtnice)

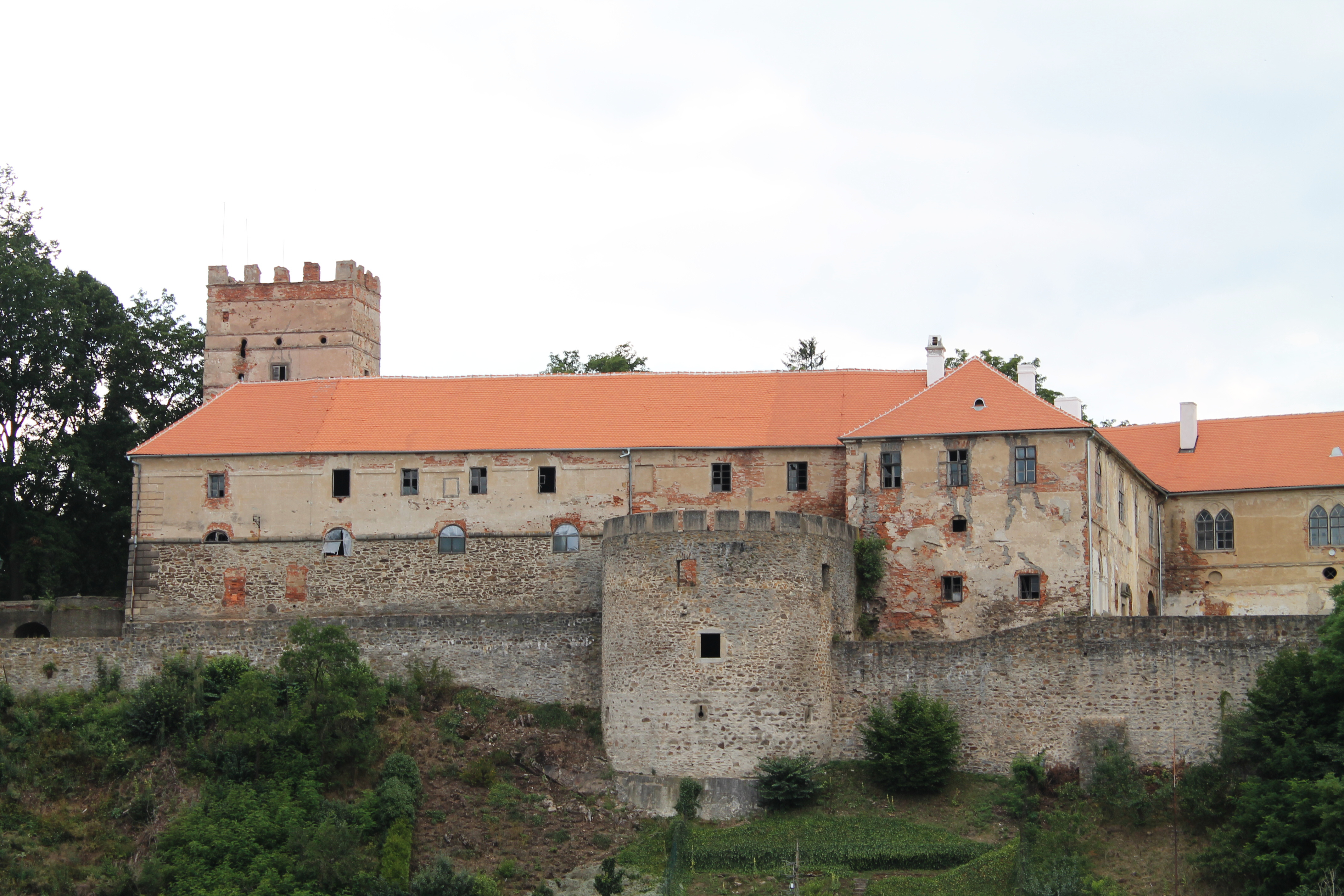
Schloss Pirnitz

Die Linie der mährischen Waldsteiner begründete Zdeneks Enkel Botho von Waldstein (Půta z Valdštejna) († 1355). Seine Nachkommen besaßen Güter in Pirnitz, Ruckstein, Ungersberg und Mährisch Budwitz. Mitglieder der Familie bekleideten hohe Landesämter: Landeshauptleute waren beispielsweise Hachek (Hašek) († 1425), Burian († 1544), Zdenek (Zdeněk) († 1564) und Heinrich (Jindřich) († 1589). Hynek von Waldstein wurde 1588 Oberstkämmerer.
Der letzte Vertreter dieser Linie war Zdenek von Waldstein auf Pirnitz (Zdeňek z Valdštejna na Brtnici) († 1623), einer der reichsten mährischen Adligen seiner Zeit. Er wurde an den Universitäten in Straßburg und Orléans ausgebildet und nahm 1618 bis 1620 als Mitglied des Direktoriums der Ständeregierung am Standesaufstand teil. Der Kämmerer des Winterkönigs Friedrich V. wurde nach der Schlacht am Weißen Berg in Iglau festgenommen und zum Tode verurteilt, das Urteil wurde aber später vom Kaiser zur lebenslangen Haft abgemildert. Zdenek starb in der Brünner Festung Špilberk. 1623 wurden seine drei Herrschaften unter katholischen Adligen aufgeteilt. Pirnitz ging an Rambold XIII. von Collalto, Ungersberg an Thomas Cerboni und Mährisch Budwitz an Hannibal von Schaumburg.

### Ast Dobrowitz (Dobrovice)

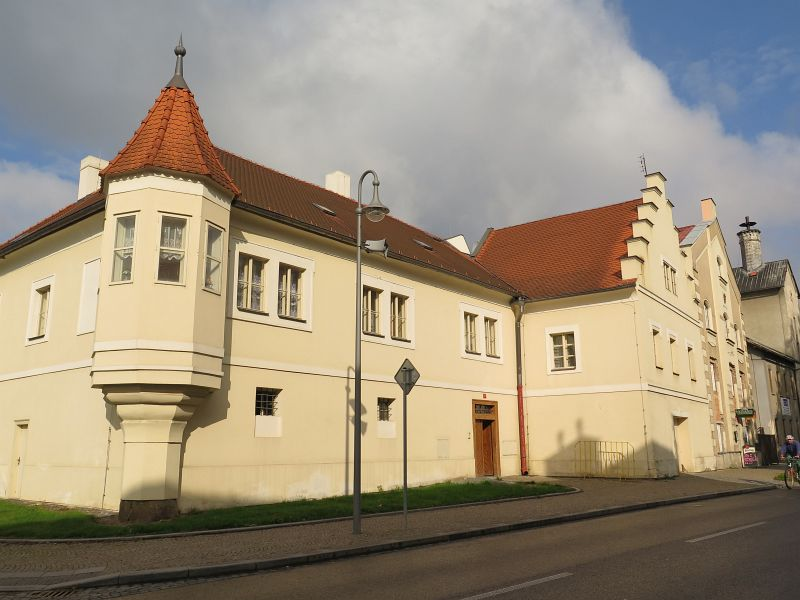
Schloss Dobrowitz

Das Gut in Dobrowitz fiel den Waldsteinern zu, nachdem Heinrich von Waldstein 1545 Anna von Wartenberg heiratete. Die reiche Witwe des Burggrafen Johann von Dohna kaufte das Dorf und die Herrschaft Dobroviceves, ihr Sohn Heník (1568–1. Mai 1623) vergrößerte das Gut und ließ Dobrowitz zur Stadt ernennen. Schließlich gehörte die Herrschaft zu den größten im Gebiet Jungbunzlau. In der Stadt wurde eine Lateinschule gegründet, im Schloss 1610 eine Druckerei errichtet. 1616 veröffentlichte Heník eine Schrift, in der er Kaiser Rudolf II. und König Matthias angriff. Er wurde vor Gericht geladen. Damit er nicht verurteilt werden konnte, ließ er den Zeugen, den Drucker Mizera, heimlich hinrichten. Die Tat wurde entdeckt und Heník musste an den Kaiser eine Geldstrafe entrichten. Schließlich flüchtete er nach Sachsen und starb in Dresden unter mysteriösen Umständen; er soll mit seiner Frau vergiftet worden sein. Der einzige Sohn Heinrich wurde achtzehnjährig ebenfalls in Dresden erschossen. Das konfiszierte Vermögen erhielt Albrecht Wenzel Eusebius von Waldstein. Das Gut, ungefähr 50.000 ha, blieb im Familienbesitz, bis es 1734 durch eine weitere Vermählung in die Hände des Hauses Fürstenberg kam.

### Ast Dux (Duchcov)
Maximilian († 19. Februar 1655), Herr von Münchengrätz, Zvířetice und Stauding, heiratete die Witwe des Franz Josef Popel von Lobkowitz, Polyxena von Talmberg, die in die Ehe das Erbe ihres Mannes einbrachte, darunter Valečov, Klášter Hradiště nad Jizerou, Dobrowitz, Loučeň, Großskal, Kněžmost und Duchcov. Dadurch wuchs das Vermögen der Waldsteiner weiter beträchtlich an.

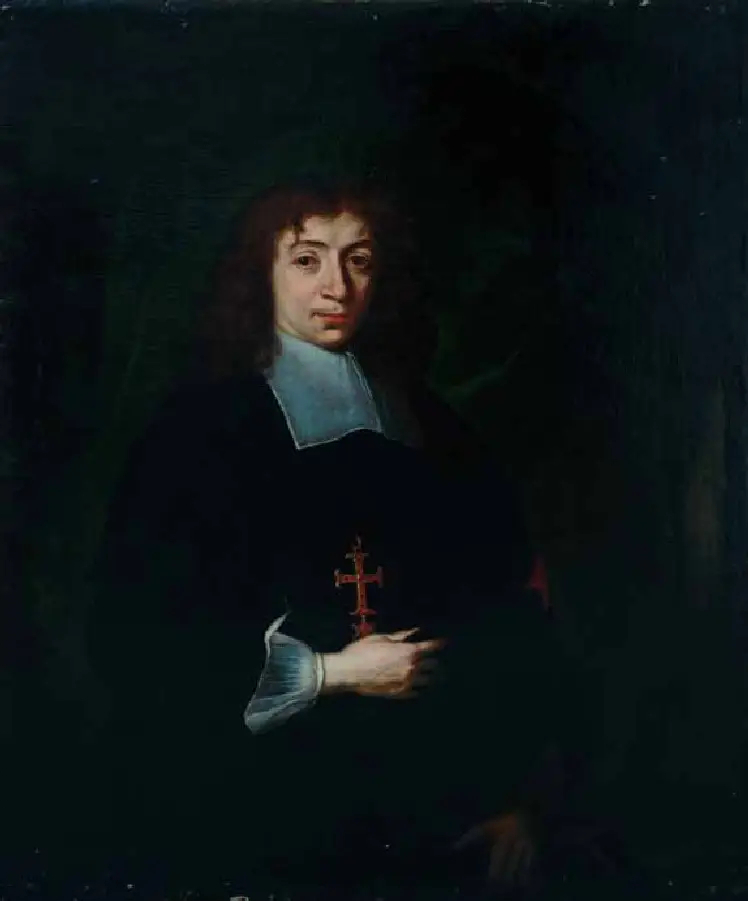
Bildnis des Johann Friedrich von Waldstein von Jan de Herdt, c. 1670

Maximilians jüngster Sohn und Erbe von Schloss Dux war Johann Friedrich von Waldstein Bischof von Königgrätz und Erzbischof von Prag. Als er das Familienerbe übernahm, war er zehn Jahre alt. 1664 bestätigte er den Einwohnern von Dux die Stadtprivilegien. 1671 ließ er in Dux eine Brauerei bauen und erleichterte seinen Untergebenen die Fronarbeit. Die Einnahmen aus Abgaben durfte die Stadt behalten. Die Verwaltung wurde in die Hand der Bürger gegeben. Johann Friedrich berief auch zahlreiche Künstler nach Böhmen, darunter den französischen Architekten Jean Baptiste Mathey, Marc Antonio Canevalle und Giovanni Domenico Orsi de Orsini, die an seinen Bauwerken in Dux, Oberleutensdorf, Obergeorgenthal und Prag arbeiteten. Auch weitere Persönlichkeiten waren bei ihm zu Gast, so der Hauptmann Kilian Ernst Miebes und sein Beichtvater Johann Christoph Heymann. Die Bautätigkeiten führten zur Gründung von Zulieferbetrieben wie Ziegeleien und Kalköfen.
Johann Friedrich starb 1694, worauf sein Neffe Ferdinand Ernst Josef (* 7. Juni 1654; † 28. Juni 1708) die Duxer Herrschaft übernahm. Dessen Sohn Johann Josef von Waldstein erbte das Vermögen 1707. Sein Duxer Vermögen wurde 1731 an seinen Neffen Franz Josef vermacht. Dieser war ebenfalls ein Kulturmäzen, der während seiner Regentschaft Künstler wie Benedikt Wurzelbauer, der in Dux eine Venusfontäne erstellte (jetzt im Prager Waldstein-Palast), aber auch Matthias Bernhard Braun oder den Duxer Bildhauer Matthias Kühnel förderte. Er ließ in Dux die auf dem Rathausplatz noch heute stehende Pestsäule der Heiligen Dreifaltigkeit erbauen. 1758 erbte er das Wappen und den Namen der Herren von Wartenberg.

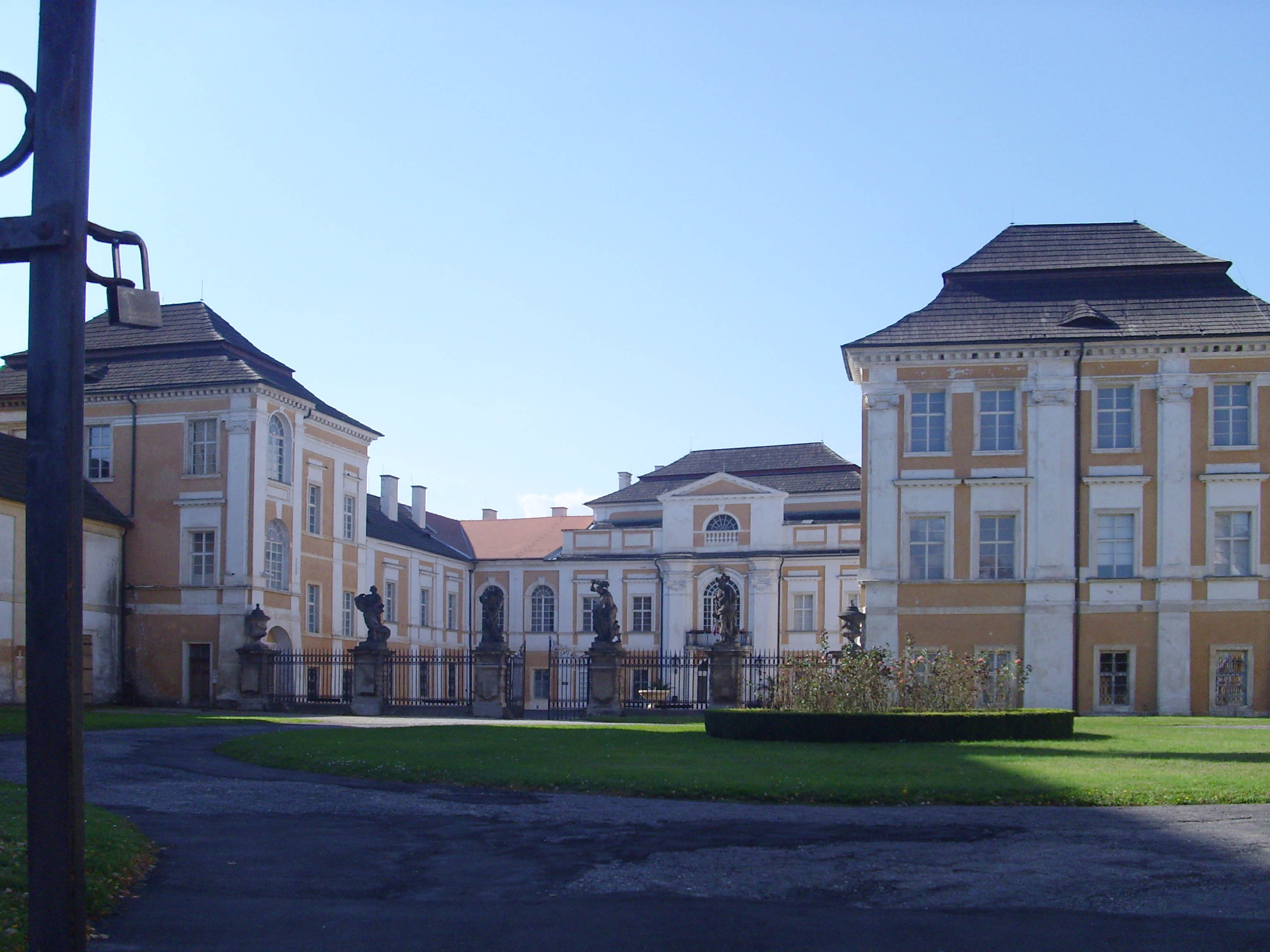
Schloss Dux

Emanuel Philibert von Waldstein (2. Februar 1731–22. Mai 1775) übernahm 1760 die Herrschaft über das Gebiet. Für seine Frau Maria Anna Theresia von Liechtenstein ließ er im Erzgebirge in der Nähe des Ortes Fleyh das Jagdschloss Lichtenwald erbauen. In Dux errichtete er eine Strumpfmanufaktur und unter seiner Regentschaft wurde auch die erste Kohlengrube Heilige Dreifaltigkeit in Betrieb genommen.
Nachfolger wurde 1774 sein erster Sohn Josef Karl Emanuel (16. Februar 1755–17. März 1814), ebenfalls wie seine Vorfahren großer Liebhaber der Künste und Wissenschaft. 1785 lud er den Weltenbummler und Philosophen Giacomo Casanova auf sein Schloss in Dux ein, der hier 13 Jahre lang als Bibliothekar arbeitete und den Großteil seiner literarischen Werke verfasste. Aber auch Friedrich Schiller, Johann Wolfgang von Goethe, sowie der Komponist und Freund seines Bruders Ferdinand Ernst, Ludwig van Beethoven, zählten zu seinen Gästen. Ludwig van Beethoven widmete diesem eine seiner bis heute vielgespielten Klaviersonaten, die unter dem Titel des Geschlechtes derer von Waldstein populär wurde und ist. Nach der Schlacht bei Kulm bewirtete er den russischen Zar Alexander I. und dessen Bruder Konstantin Pawlowitsch Romanow, den preußischen König Friedrich Wilhelm III., den österreichischen Kanzler Metternich, den Fürsten Schwarzenberg und den Marschall Josef Wenzel Radetzky von Radetz.

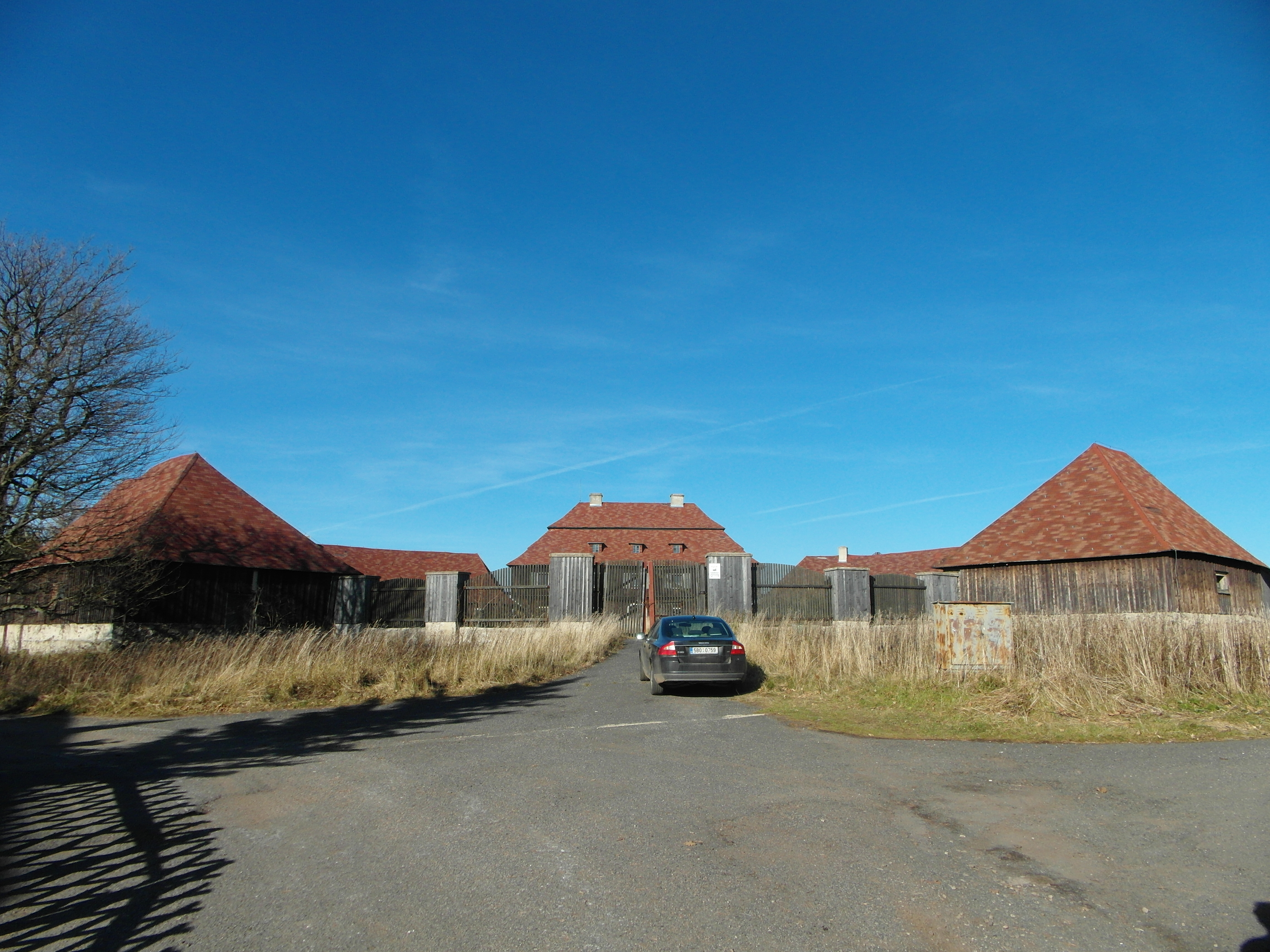
Jagdschloss Lichtenwald

Nach Josef Karl Emanuels Tod übernahm 1814 sein Sohn Franz Adam von Waldstein das Erbe. Er war ursprünglich Soldat, später bedeutender Forscher und Botaniker. Franz Adam vermachte dem Nationalmuseum in Prag sein Herbarium, welches er auf seinen Reisen zusammenstellte. Ihm folgten Ferdinand Ernst von Waldstein, Generalleutnant der britischen Armee und Komtur des Deutschen Ordens in Virneberg und Georg Josef (11. April 1768–26. April 1825).
Anton (* 11. Juli 1793; † 13. März 1848), erstgeborener Sohn von Georg Josef, war einer der letzten bedeutenden Waldsteiner des Duxer Geschlechts. Er baute die Bibliothek, die unter anderem von František Palacký besucht wurde, mit 22 Tausend Bänden weiter aus. Zu seinen Gästen, die hier ihre Konzerte gaben, gehörte Frédéric Chopin. 1835 organisierte er eine große Militärparade zur Ehre der Monarchen von Deutschland und Russland. 1838 wurde ihm der Fürstentitel angetragen, aber da ihm der deutsche Geldadel nichts bedeutete, antwortete er mit den Worten Lieber ein alter böhmischer Graf, als ein junger deutscher Fürst.
Der Duxer Zweig der Waldsteiner starb 1901 aus.

### Ast Jettenitz (Dětenice)

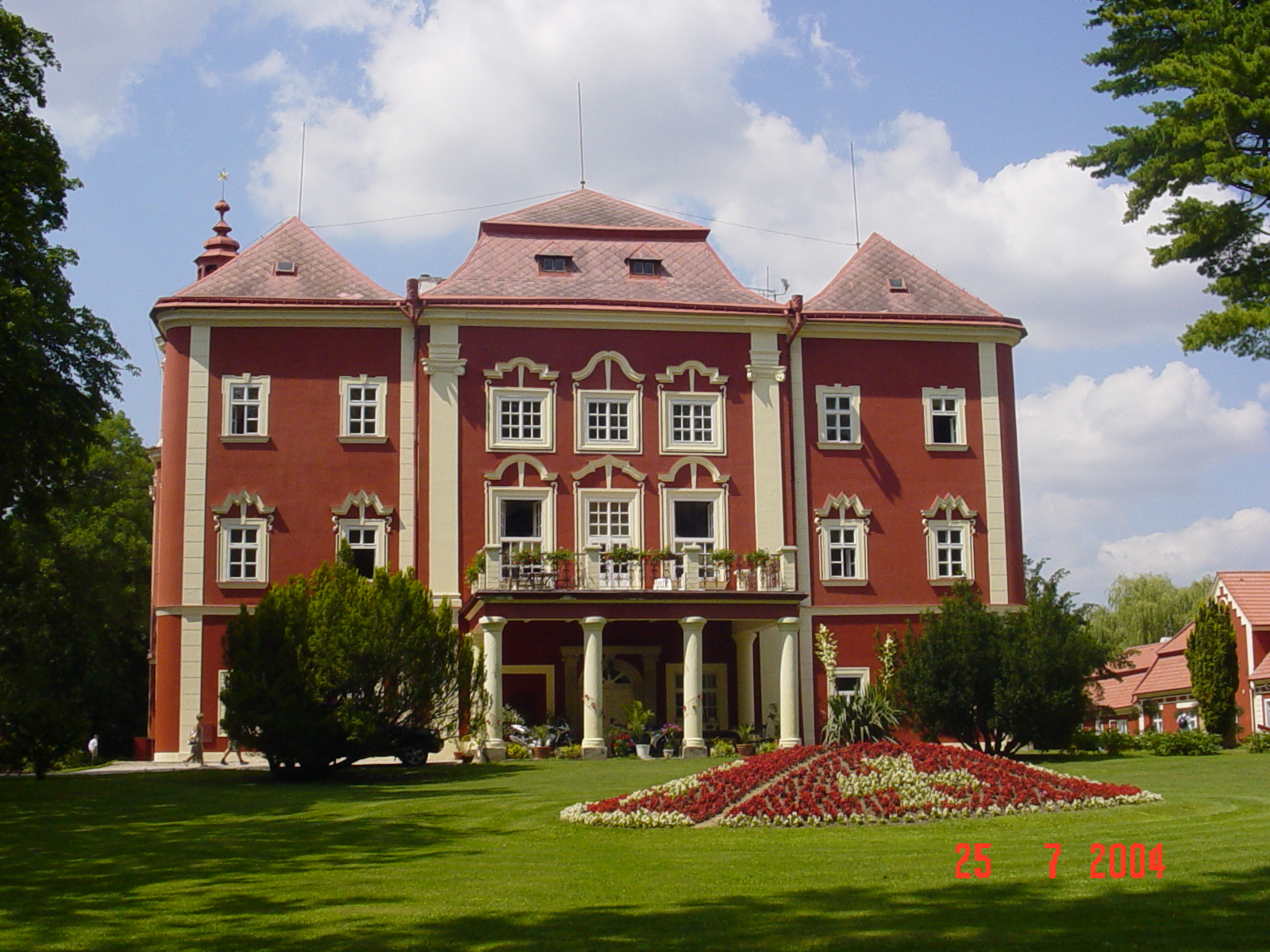
Schloss Jettenitz

Wallenstein erwarb Jettenitz 1622 aus konfisziertem Besitz einer aufständischen Familie von der Böhmischen Kammer und verkaufte es später an seinen Verwandten Adam von Waldstein, einen Nachfahren des Hašek von Waldstein († 1452 oder später), Heerführer in den Hussitenkriegen sowie Landeshauptmann von Mähren und der Grafschaft Glatz. Im 18. Jahrhundert ging es durch Heirat aus der Familie.

### Ast Lomnitz (Lomnice)

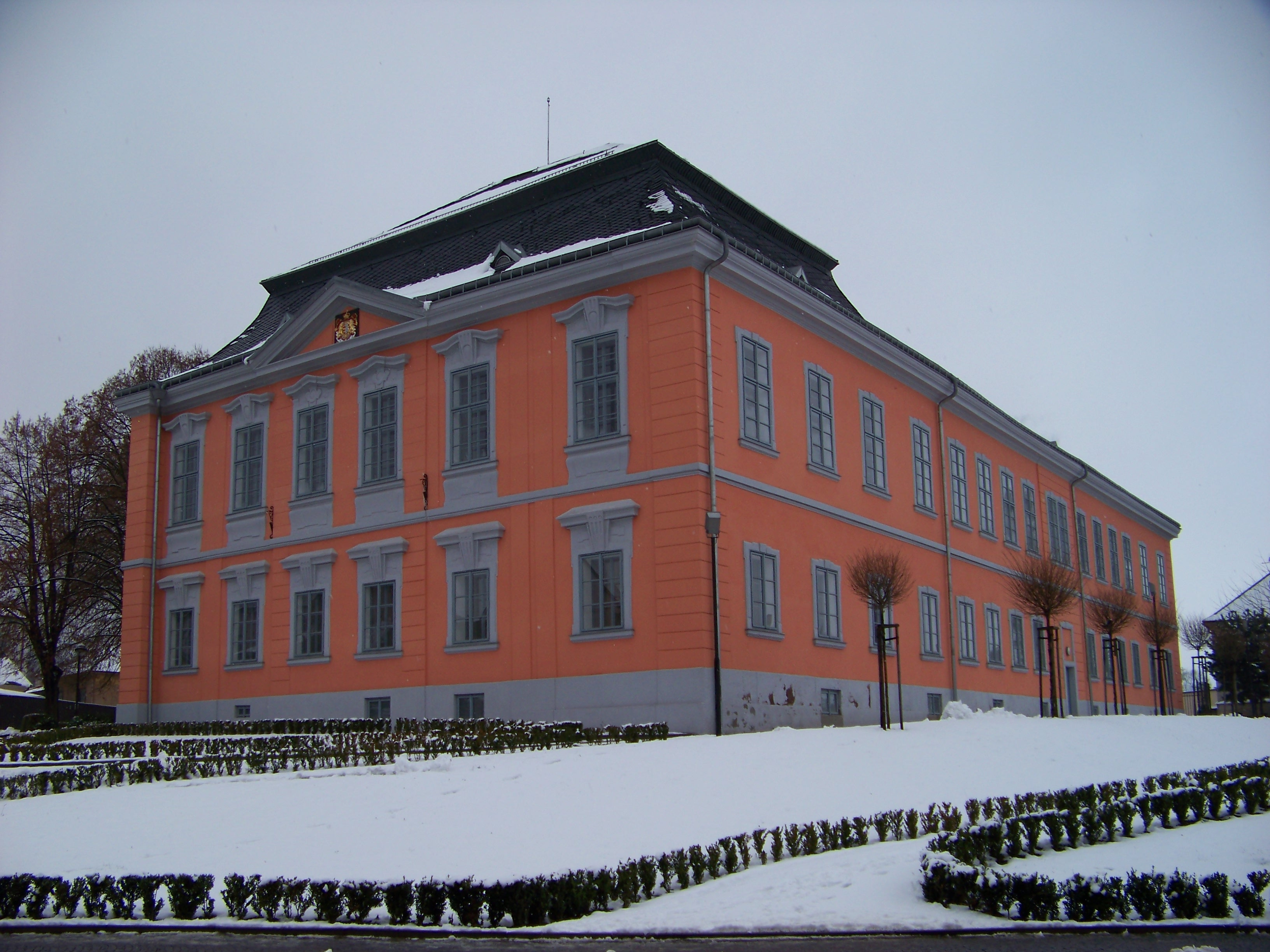
Schloss Lomnitz

Der erste Vertreter dieses Astes war Johann Skalsky von Waldstein auf Horschitz (Jan Skalský z Valdštejna na Hořicích) († 1506). Der Sohn von Henik und Eigentümer der Höfe Swijan und Semil sowie der Felsenburg Vranov und der Burg Friedstein zählt mit Zdenek zu den Gründern des Geschlechts. Seine Söhne Wilhelm (Vilém) († 1557) und Zdenek (Zdeněk) († 1525) begründeten den Ast der „Waldstein von Lomnitz und Hostinetz“. Die „Hostinitzer“ starben 1634 mit ihrem berühmtesten Vertreter, Wallenstein, aus. Das heutige Barockschloss Lomnitz wurde erst 1737 von Familie Morzin errichtet.

### Ast Stephanitz (Štěpanice)

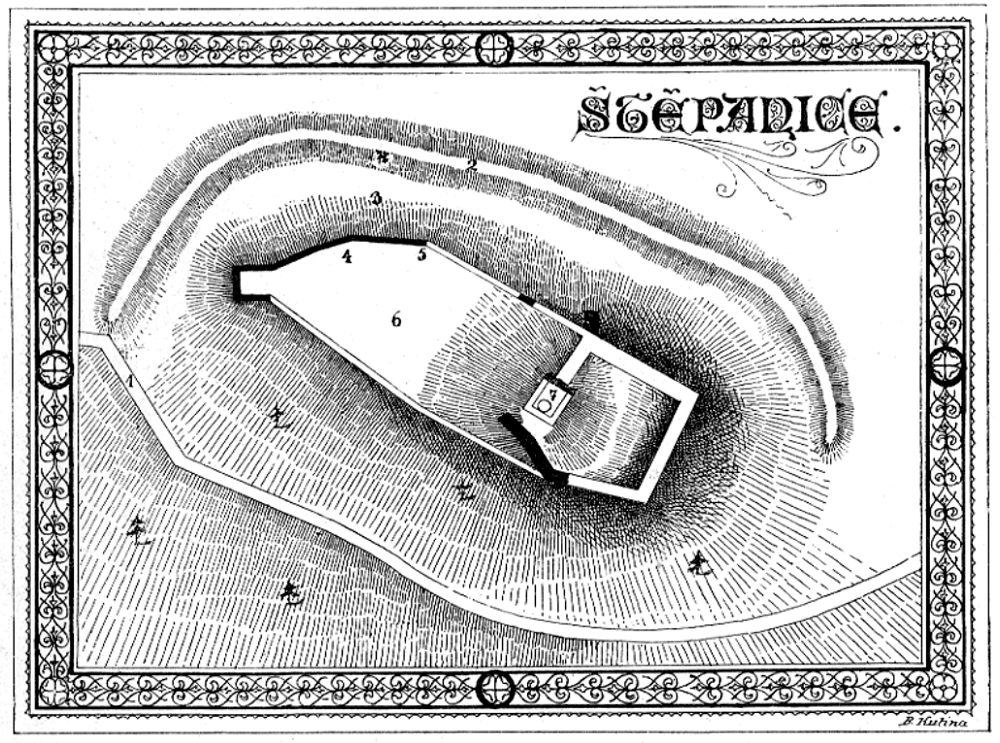
Grundriss der Burg Stephanitz

Die Burg Burg Stephanitz (Gemeinde Benecko) wurde in der zweiten Hälfte des 13. Jahrhunderts von den Herren von Waldstein gegründet und erstmals schriftlich 1304 erwähnt, als sie Jan von Waldstein gehörte. Ab Anfang des 16. Jahrhunderts begann sie zu verfallen und ist heute eine Ruine.
Henning von Waldstein (Hynek Goldenstein) († 1427) aus dem Stepanitzer Zweig kämpfte auf Seiten der Hussiten 1420 bei Vyšehrad und 1426 bei Aussig. Er hielt ursprünglich die Burg Goldenstein (Koldštejn) in Nordmähren, errichtete 1414 auch die Felsenburg Vranov und gehörte zu den führenden politisch aktiven Vertretern der Prager Utraquisten (Kelchbrüdern). Er setzte sich für die Einsetzung des polnischen Königs als König von Böhmen ein. 1427 wurde er in Prag bei dem Versuch, die Stadt für den polnischen Prinzen Sigismund von Korybut einzunehmen, getötet.

## Weiterer Besitz
Erstmals im 14. Jahrhundert und erneut von 1630 bis 1821 befand sich Schloss Hrubá Skála (Groß Skal) im Besitz der Waldsteiner. Die Herrschaft und das Schloss Mnichovo Hradiště (Münchengrätz) besaßen sie von 1623 bis 1945; Wallenstein hatte sie erworben und 1627 an seinen Neffen Maximilian verkauft. Das Palais Waldstein in Prag wurde 1623–30 für Wallenstein errichtet, nach seiner Ermordung 1634 konfisziert, aber später von Maximilian zurückgekauft und blieb bis 1945 im Besitz der Familie. Auch die Herrschaft Bělá pod Bezdězem (Weißwasser) hatte Wallenstein 1622 erworben; nach seinem Tode wurde sie konfisziert, jedoch 1678 von Graf Ernst von Waldstein zurückerworben und ebenfalls bis 1945 von der Familie gehalten; zu Weißwasser gehörte unter anderem das Schlossgut Kuřívody (Hühnerwasser). Jičín, mit dem von Wallenstein errichteten Residenzschloss, ging der Familie nach seinem Tod, wie die meisten seiner sonstigen Besitzungen, darunter Schloss Friedland, Schloss Reichenberg und das schlesische Herzogtum Sagan, wieder verloren (siehe: Herzogtum Friedland).
Hirschberg blieb für längere Zeit im Besitz der Familie. Horní Litvínov (Oberleutensdorf) kam 1642 von den Lobkowicz durch Heirat an die Waldstein, zusammen mit Niederleutensdorf, Niedergeorgenthal und der Herrschaft Dux, mit der diese Besitze zu einem Familienfideikommiss zusammengeschlossen wurden. Zum Ende des 17. Jahrhunderts ließen die Grafen von Waldstein anstelle der alten Feste nach Plänen von Giovanni Domenico Canevalle ein Herrenhaus errichten. Kloster Třebíč wurde säkularisiert und zu einem Schloss umgewandelt und gelangte 1582 an die Waldstein. Schloss Karlslust im Waldviertel (Niederösterreich) ging durch Erbschaft 1945 in den Besitz der Grafen von Waldstein-Wartenberg über, die zugleich auch Eigentümer des Gutsbesitzes in Niederfladnitz mit der dazugehörigen Burg Kaja wurden, die sie bis heute besitzen.

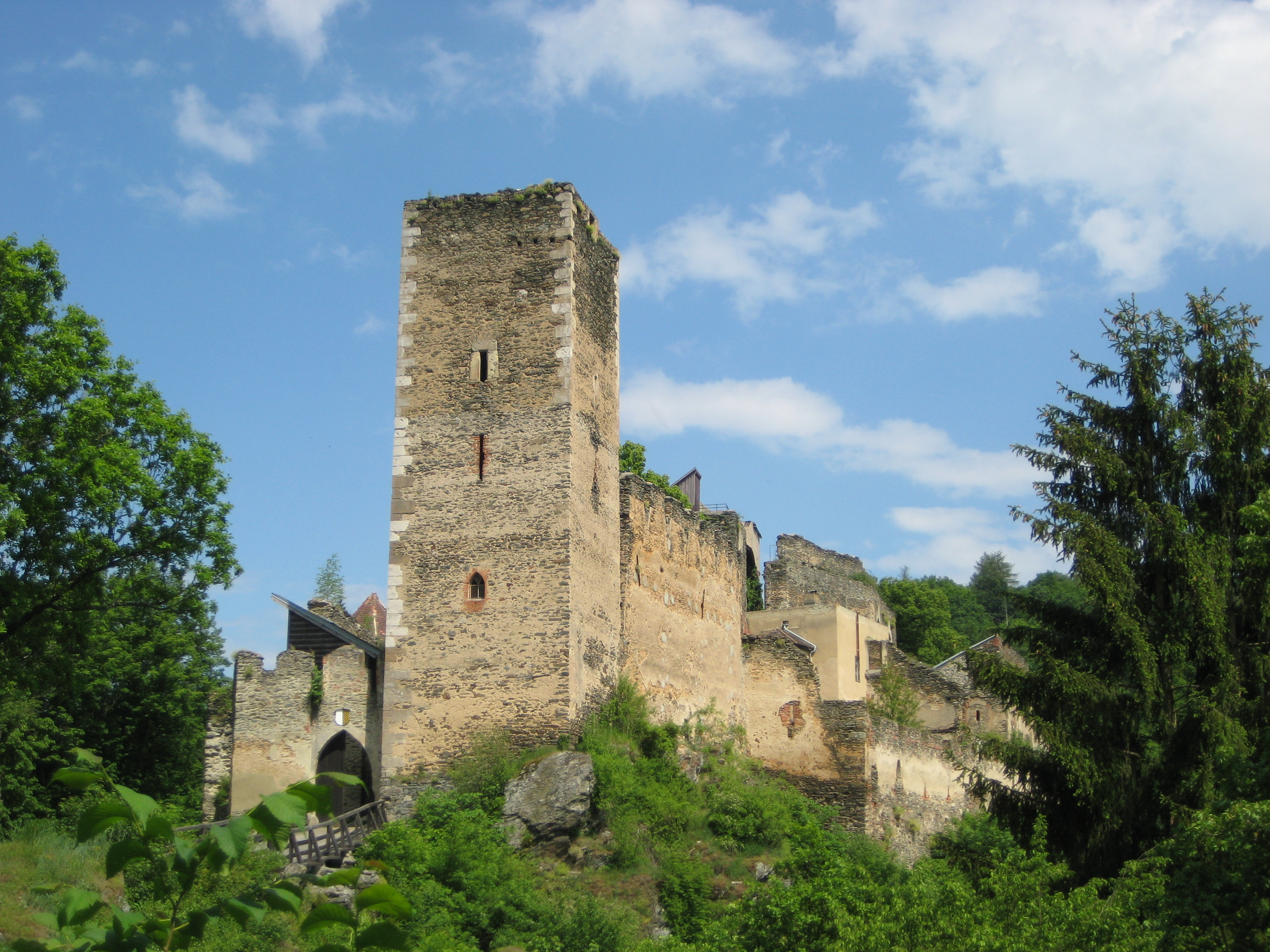
Burg Kaja
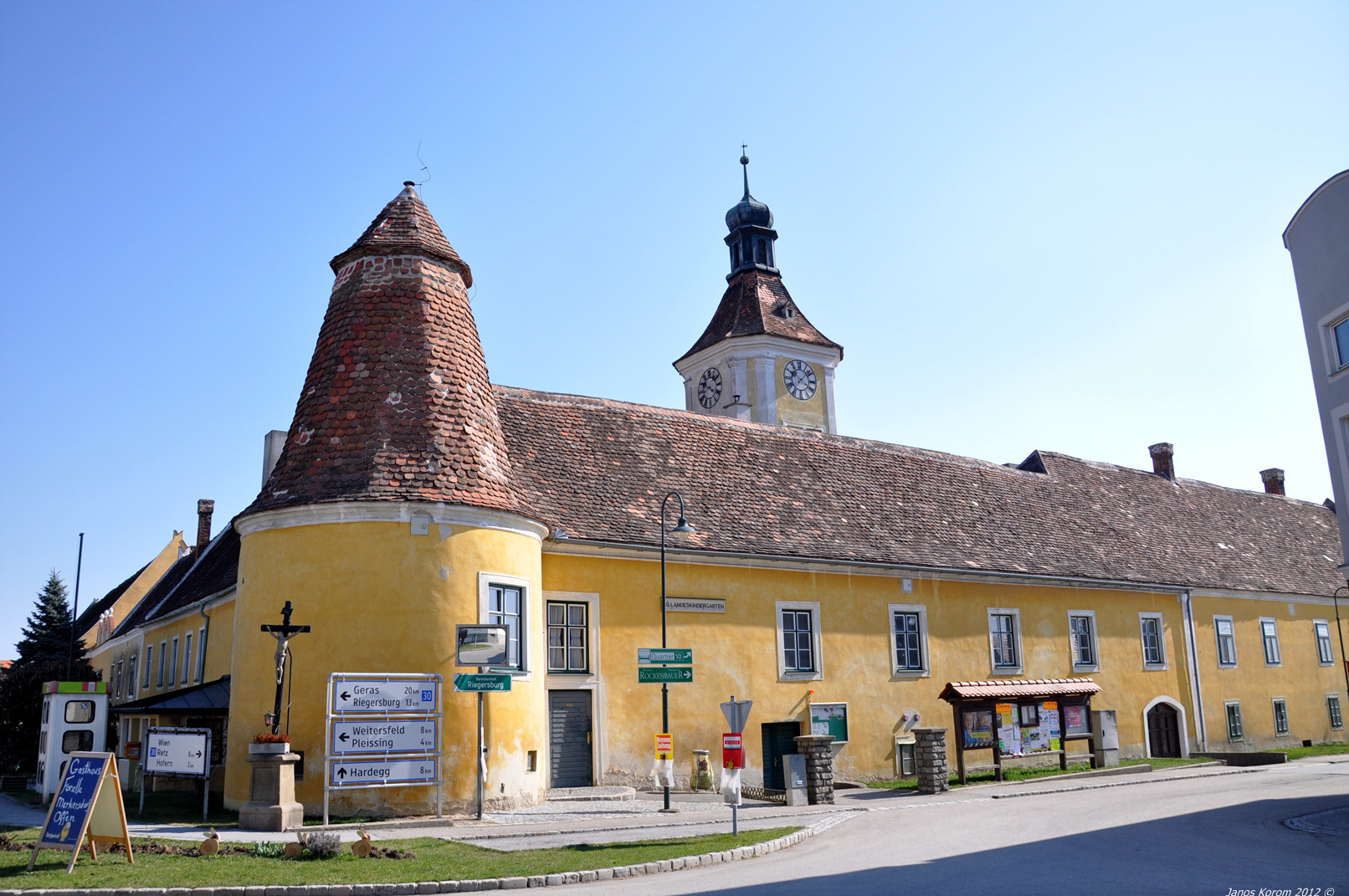
Schloss Niederfladnitz
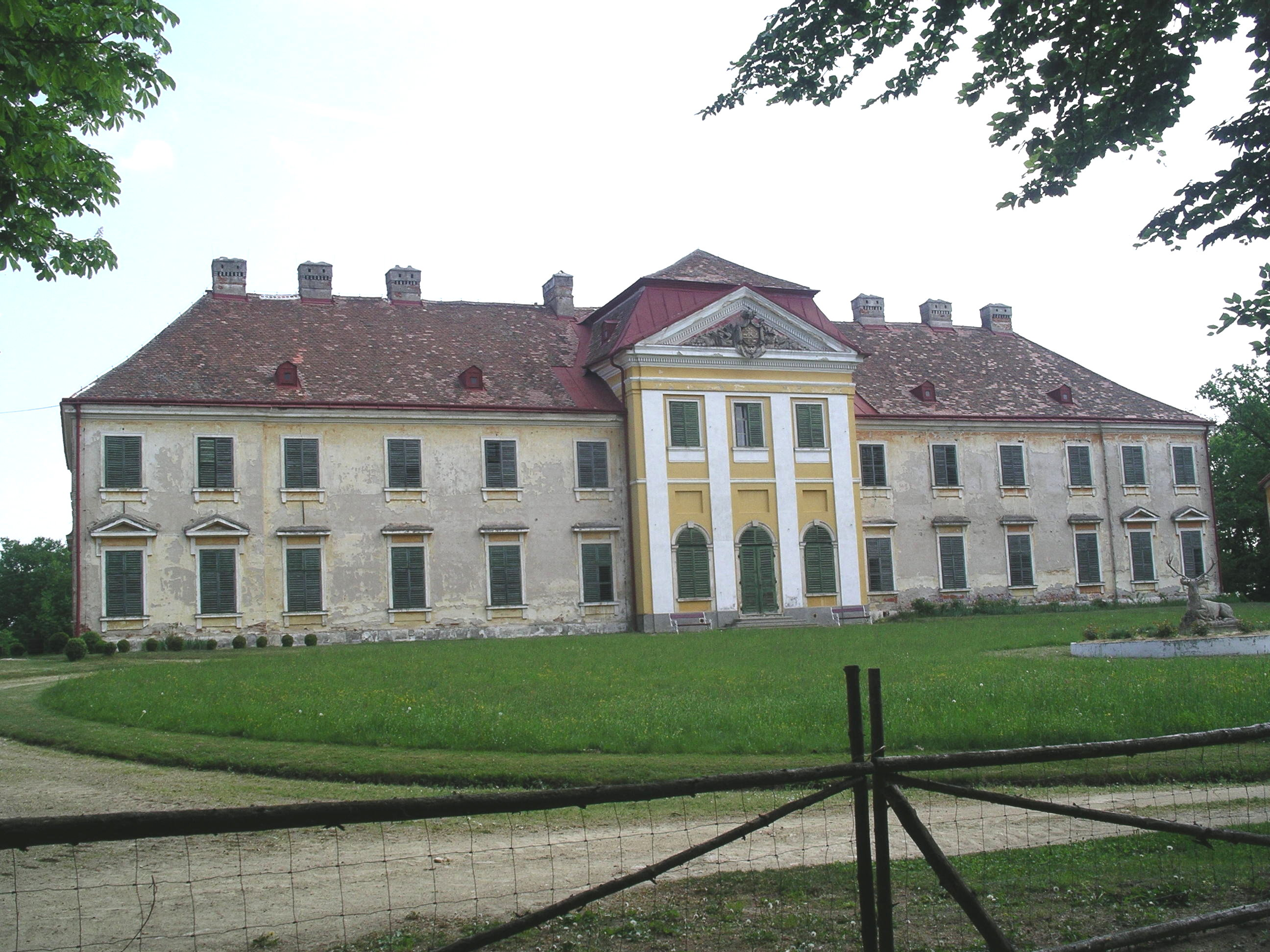
Schloss Karlslust
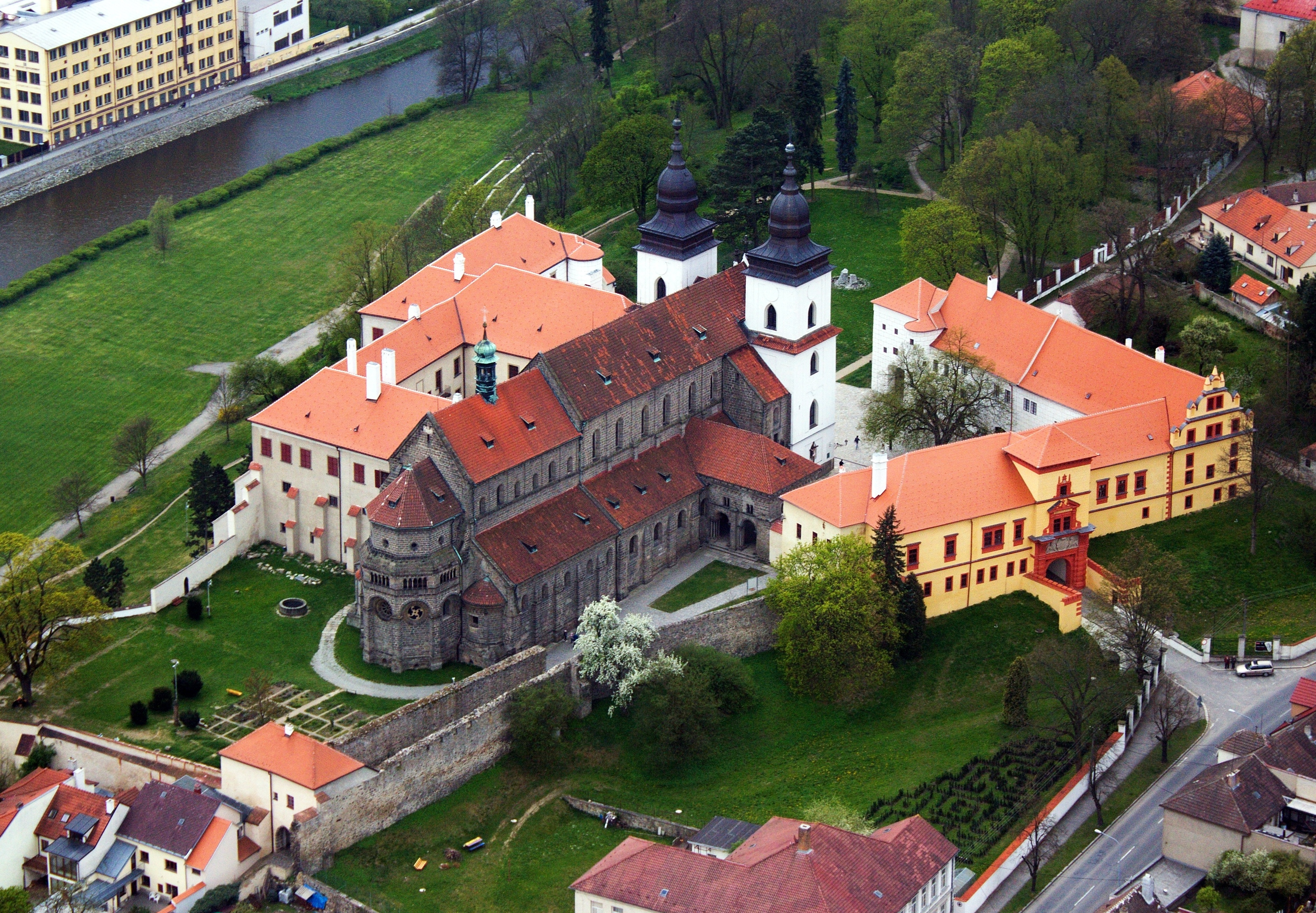
Kloster Třebíč
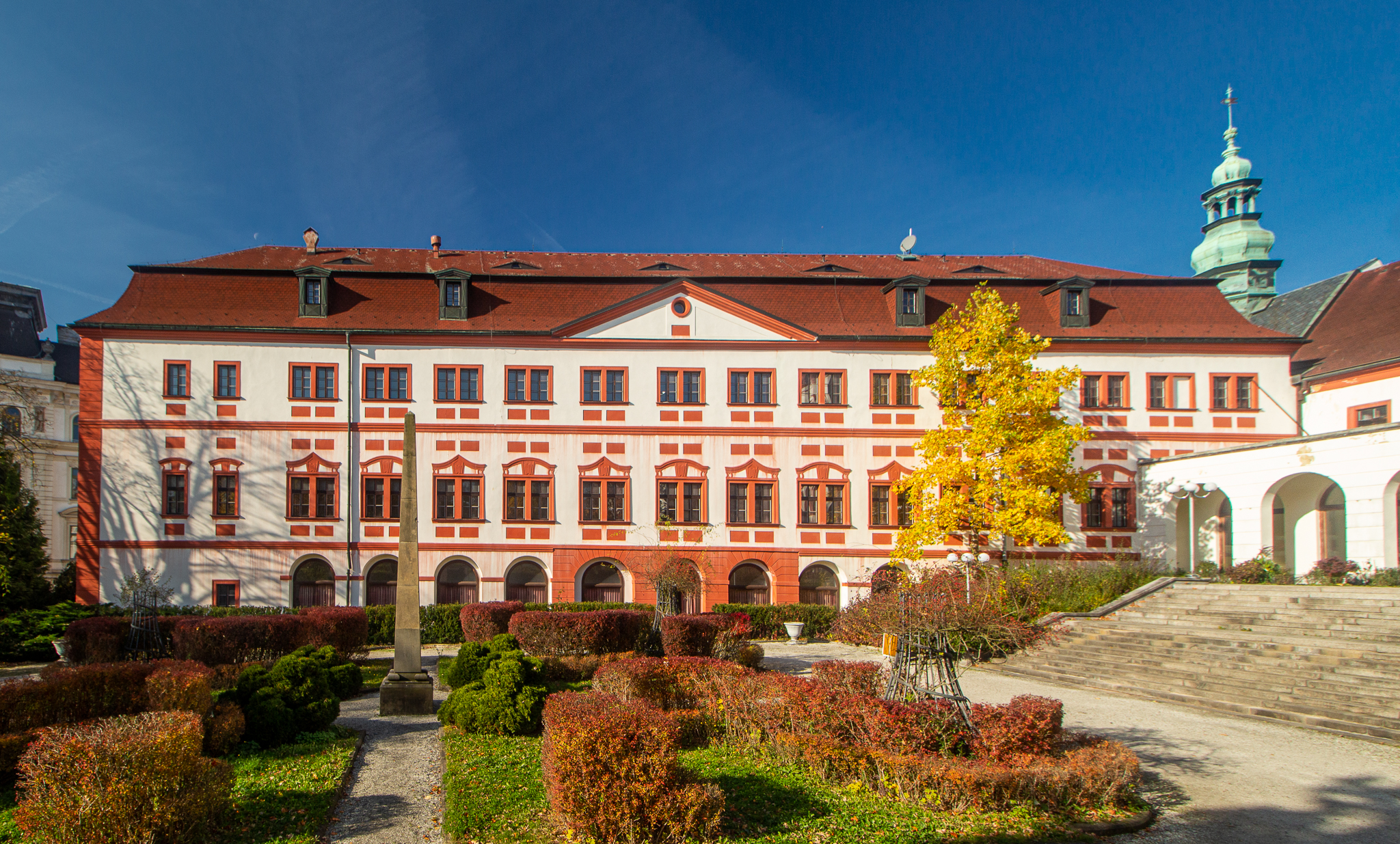
Schloss Reichenberg
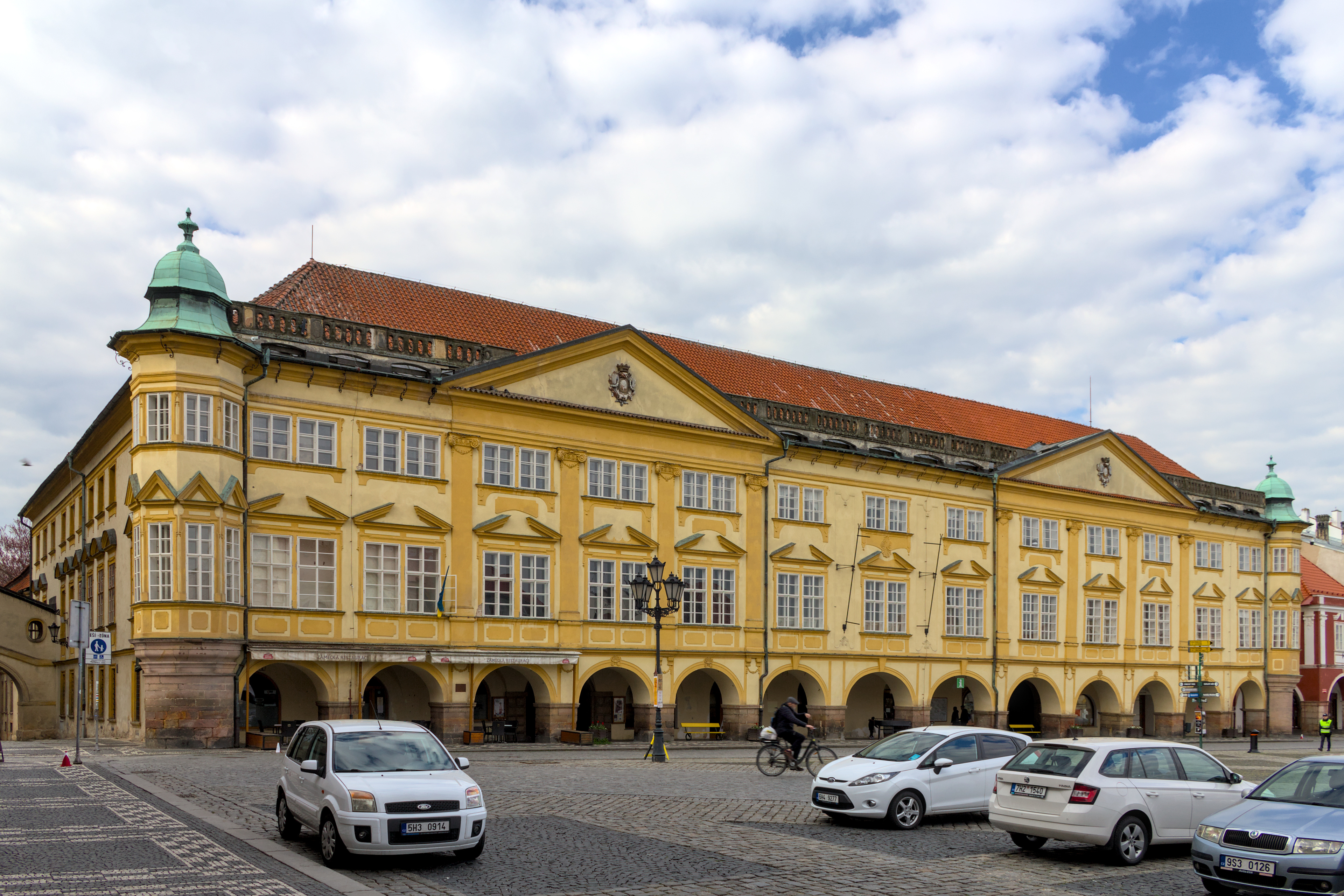
Schloss Jičín
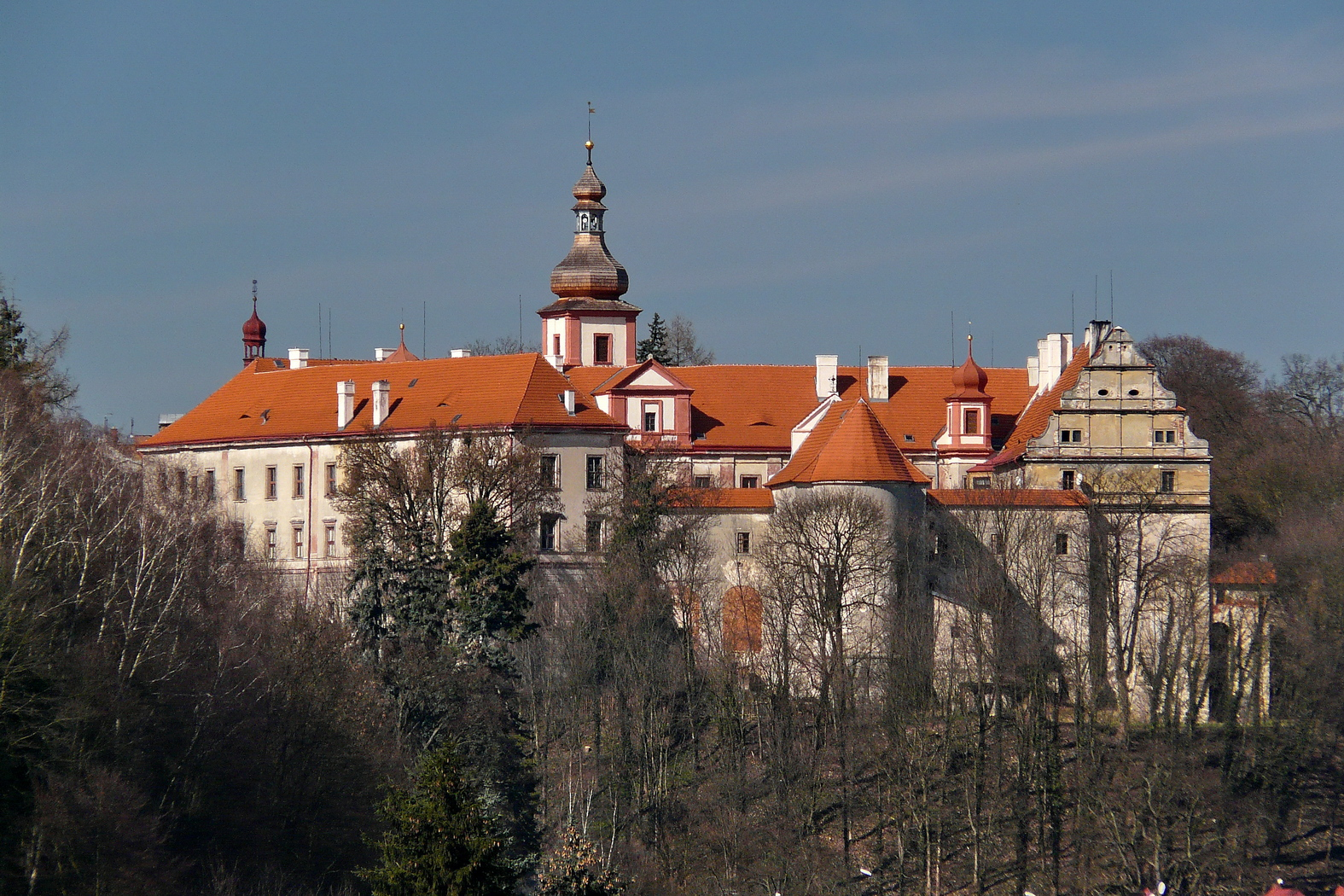
Bělá pod Bezdězem
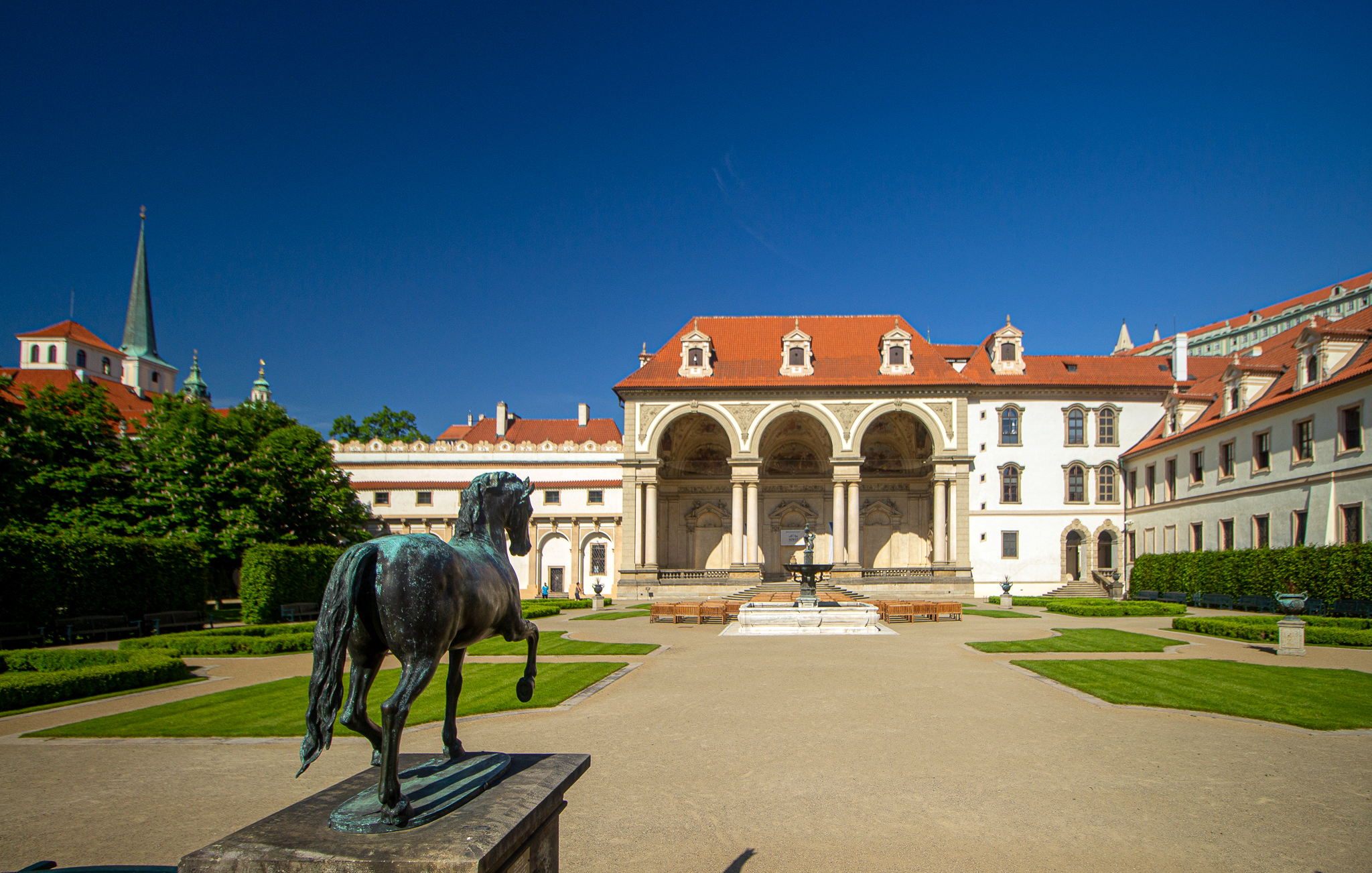
Palais Waldstein
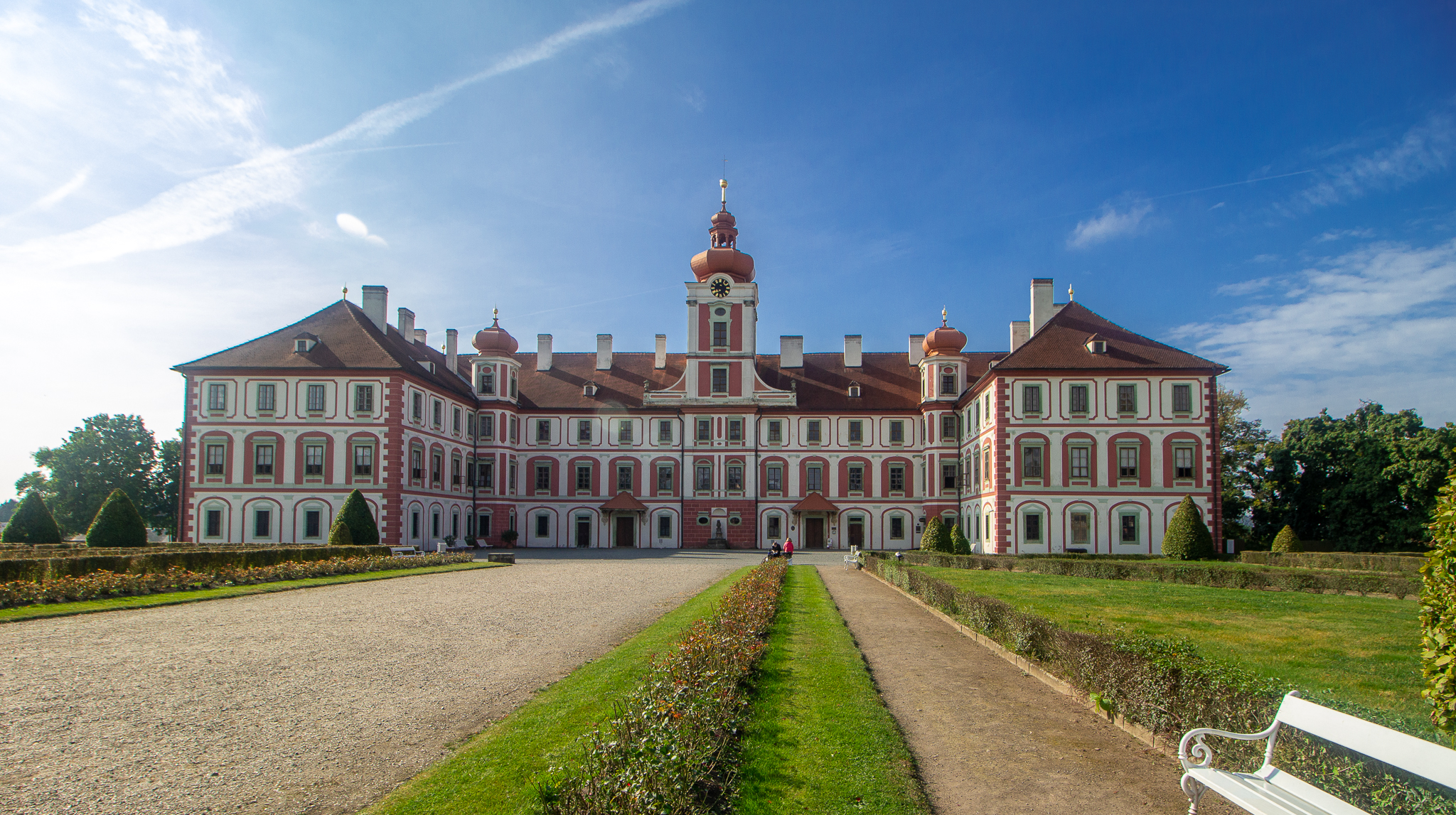
Schloss Mnichovo Hradiště
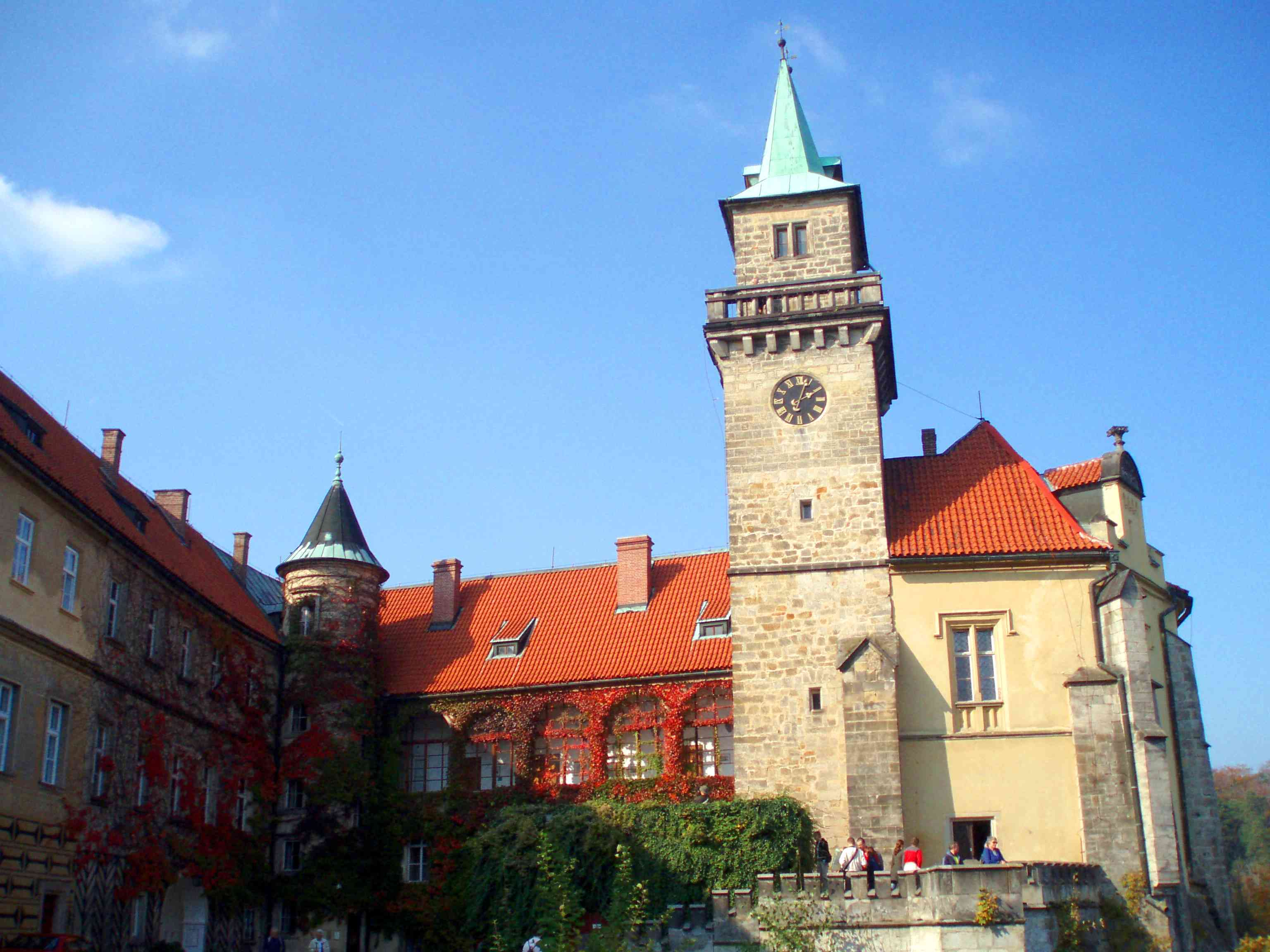
Schloss Hrubá Skála
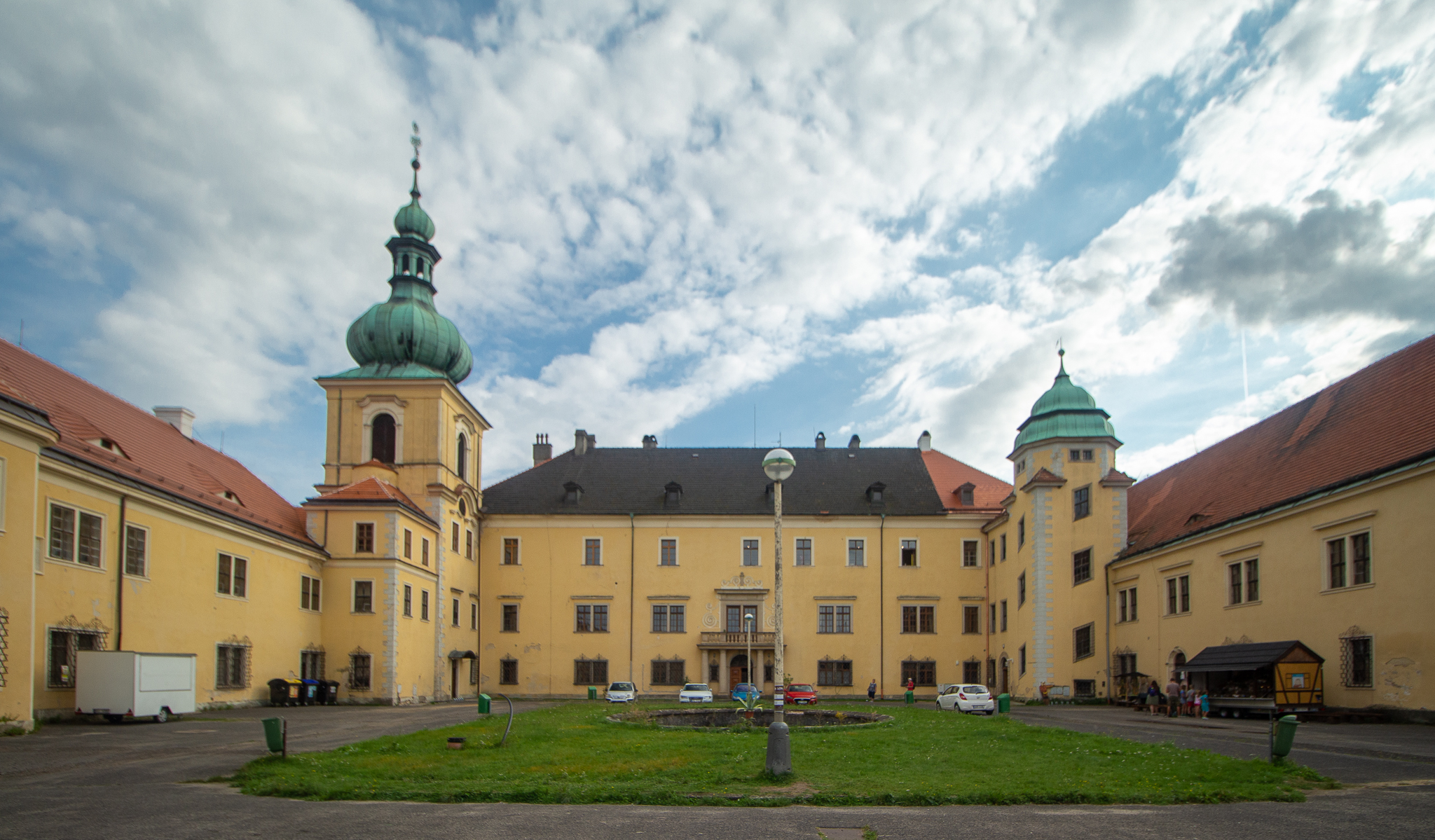
Schloss Hirschberg
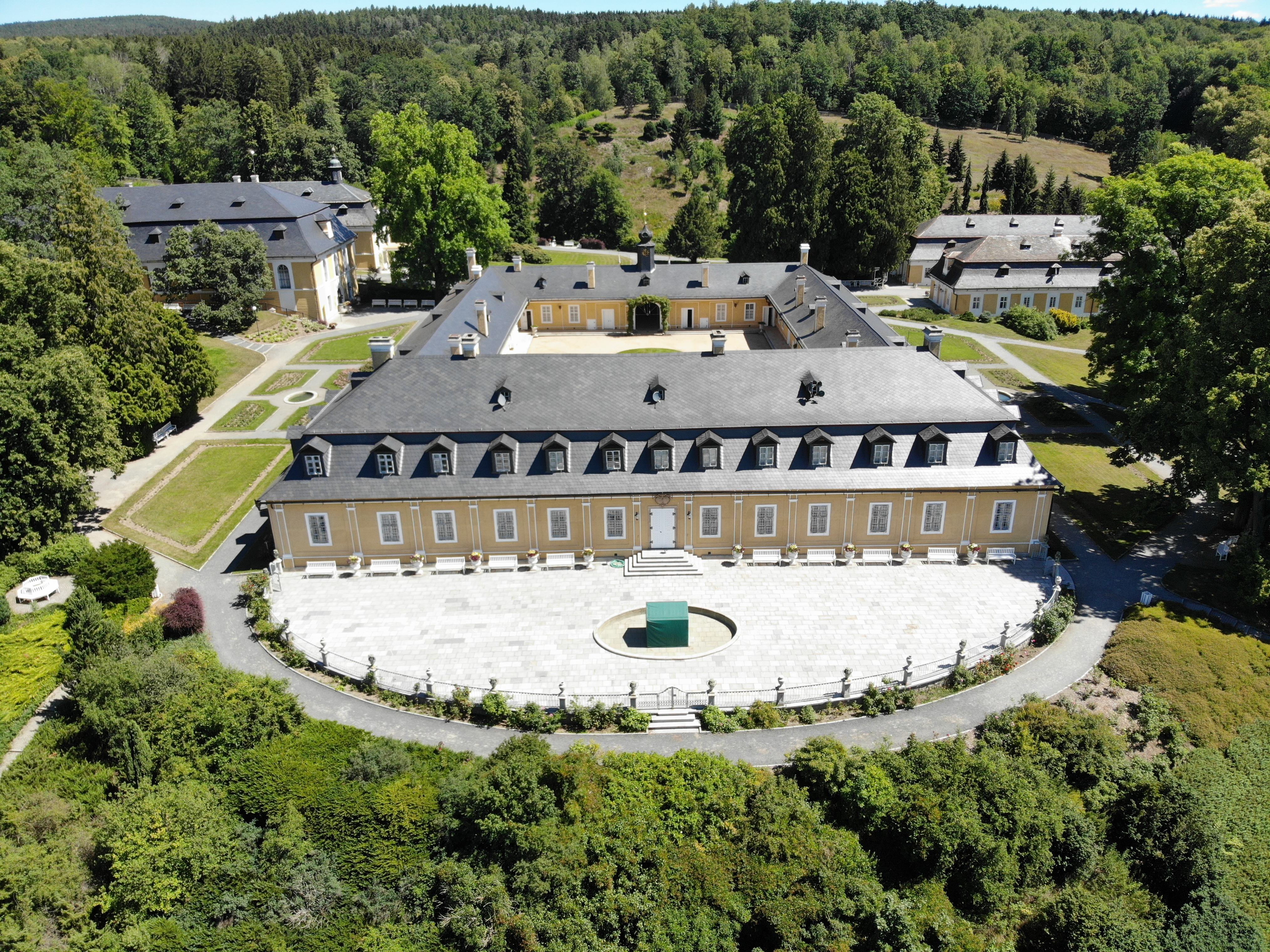
Schloss Waldschloss (Zámek Kozel)
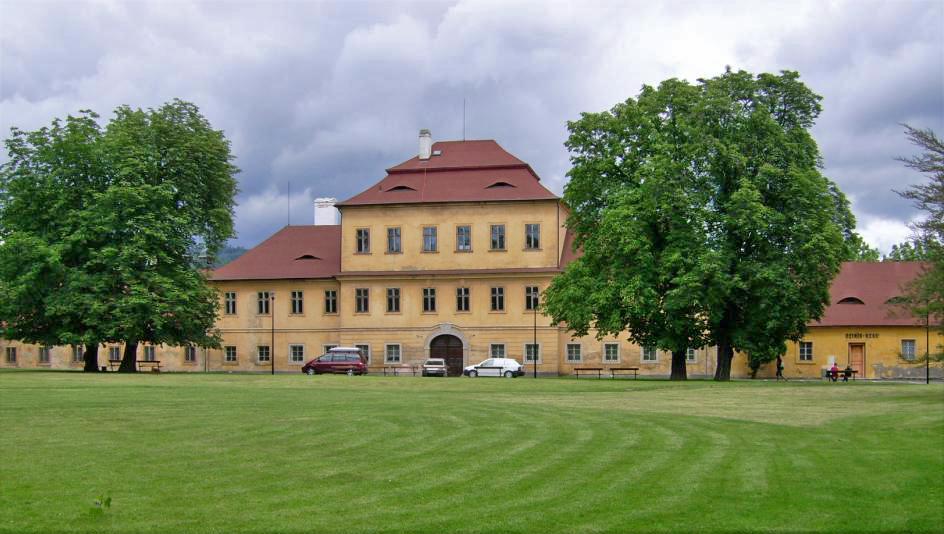
Schloss Oberleutensdorf (Zámek Horní Litvínov)

## Weitere Persönlichkeiten
- Leonore von Waldstein (⚭ 1239 Konrad von Kottwitz), ihr Gatte war mit Kaiser Friedrich II. in Syrien[A 1]
- Johannes VI. von Waldstein († 1311), Bischof von Olmütz
- Hašek von Waldstein († um 1452), Heerführer in den Hussitenkriegen
- Benedikt von Waldstein (~1440–1505), römisch-katholischer Geistlicher, Bischof von Cammin
- Johann (Jan) († 15. Juni 1576) war in den Jahren 1554–1570 oberster Landrichter in Böhmen und bis 1576 oberster Kämmerer. Er war Anhänger des utraquistischen Glaubens.
- Sein Sohn, Burggraf Adam der Jüngere von Waldstein auf Komorní Hrádek, Sasau, Lobositz, Dobrowitz, Rožďalovice und Trebitsch (8. Juni 1570–24. August 1638), wurde 1611 zum obersten Landrichter und in den Jahren 1611–1619 zum Obersthofmeister ernannt. Er war treuer Anhänger des Kaisers. Dafür erhielt er 1621 weitere Erbhöfe zugesprochen. 1628 erfolgte die Ernennung zum Reichsmarkgrafen, 1627–1638 war er der höchste Markgraf. Er selbst sah diese Ehrung mit gemischten Gefühlen. Als böhmischer Adeliger vertrat er die alten böhmischen Königsrechte, die nur den Herren- und Ritterstand kannten. Er begründete die Ablehnung der Erhöhung in den Stand der Reichsgrafen mit dem Stolz, dem böhmischen Adel zugehörig zu sein. Sein Wunsch sei es gewesen, auch als böhmischer Herr sterben zu dürfen.
- Hans Christof von Waldstein, 17. Jh. Grundherr von Arnau an der Elbe
- Ladislaus Burian Graf von Waldstein (Ladislaw Burian) (1596–8. Oktober 1645 in Prag) war ein Heerführer und Prager Stadtkommandant.
- Zdenek von Waldstein (?–1623) auf Pirnitz (tschech. na Brtnici)(1591 als Hauskäufer in Arnau (neben Rathaus) erwähnt)[1]
- Ferdinand Rudolph von Waldstein (1628–1687), kaiserlicher Kammerherr
- Karl Ferdinand von Waldstein (1634–1702), kaiserlicher Gesandter
- Ernst Joseph von Waldstein (1654–1708), Statthalter von Böhmen
- Karl Ernst von Waldstein (Karel Arnošt) (* 4. Mai 1661 in Wien; † 7. Januar 1713 ebenda) war Botschafter der österreichischen Krone in Spanien, Savoyen und Brandenburg. Als er 1703 von einer diplomatischen Mission in Frankreich und Portugal auf einem portugiesischen Schiff zurückkehrte, wurde er von den Franzosen gefangen genommen und fast ein Jahr in Staatsgefängnis im Donjon von Vincennes inhaftiert. Es kam zu einem Gefangenenaustausch gegen den französischen Marschall François de Neufville, duc de Villeroy.
- Ferdinand Ernst von Waldstein-Wartenberg

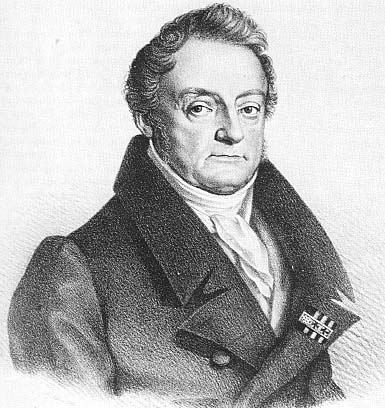
Ferdinand Ernst von Waldstein-Wartenberg
(1762–1823), K.K. Geheimer Rat, Kgl. brit. General und Freund Beethovens

(1762–1823), K.K. Geheimer Rat, Kgl. brit. General und Freund Beethovens Leopold von Waldstein (1677–1748), Diplomat, kaiserl. Gesandter in Dresden, Landeshauptmann der Grafschaft Glatz
- Joseph Octavian von Waldstein (1680–1722), Landeshauptmann von Mähren
- Franz Ernst von Waldstein (1705–1748), Begründer der Münchengrätzer Linie
- Franz Josef von Waldstein (1709–1771), Kaiserl. Wirklich Geheimer Rat und Begründer der Linie Dux-Leitomischel
- Ferdinand Ernst von Waldstein-Wartenberg (1762–1823), K.K. und Kurkölner Geheimer Rat, Kgl. brit. General und Freund Beethovens[2]
- Emmanuel Ernst von Waldstein (1716–1789), war Bischof von Leitmeritz
- Johann Friedrich von Waldstein-Wartenberg (1756–1812), Bischof von Seckau und Erzbischof von Prag
- Franz Adam von Waldstein-Wartenberg (1779–1823), österreichischer Botaniker
- Adolf von Waldstein (1868–1930), K.u.K Kämmerer und Geheimer Rat, Obersterblandvorschneider des Königreichs Böhmen, erbl. Mitglied des Herrenhauses des österreichischen Reichsrates
- Angelus Waldstein (1931–2023), eigentlich Karl Albrecht von Waldstein, nahm bei Eintritt in den Orden den Namen Pater Angelus an.[3] Er war Mönch in der Benediktinerabtei Ettal und Prior des Klosters Wechselburg.
- Margarete von Waldstein-Wartenberg (Daisy Waldstein-Wartenberg * 1926 in London, † 2017) in Tschechien 2007 Frau des Jahres, engagiert im Malteserhilfsdienst
- Georg Waldstein-Wartenberg (* 1942 in Buchberg am Kamp) österreichischer Wirtschaftsjournalist und Herausgeber
- Thor von Waldstein (* 1959 in Mannheim) deutscher Rechtsanwalt und Publizist der Neuen Rechten